# Prima guerra d'indipendenza italiana
La prima guerra d'indipendenza italiana fu un episodio del Risorgimento. Fu combattuta dal Regno di Sardegna e da volontari italiani contro l'Impero austriaco e altre nazioni conservatrici dal 23 marzo 1848 al 22 agosto 1849 nella penisola italiana.
Il conflitto fu preceduto dallo scoppio della rivoluzione siciliana del 1848 contro i Borbone. Fu determinato dalle sommosse delle città di Milano (Cinque giornate) e Venezia che si ribellarono all'Impero austriaco e si dettero governi propri.
Una parte del conflitto, quella combattuta dal re di Sardegna Carlo Alberto contro l'Austria in Italia settentrionale, è associata al genere della "guerra regia" e fu composta da due campagne militari. In entrambe le campagne fu il Regno di Sardegna ad attaccare l'Impero austriaco e in entrambe fu sconfitto, perdendo la guerra. Gli episodi determinanti della prima e seconda campagna furono la battaglia di Custoza e la battaglia di Novara.
All'inizio della guerra regia il Regno di Sardegna fu appoggiato dallo Stato Pontificio e dal Regno delle Due Sicilie che però si ritirarono quasi subito senza combattere. Volontari dell'esercito pontificio e di quello napoletano si unirono tuttavia agli altri volontari italiani e combatterono contro l'Austria.
Durante la guerra regia scoppiarono in diversi stati preunitari (Stato Pontificio, Granducato di Toscana, ecc) moti rivoluzionari non riconducibili agli ideali liberali del Piemonte. La storiografia fa confluire tali moti, assieme ai fatti della rivoluzione siciliana successivi al 23 marzo 1848, nella prima guerra di indipendenza associandoli alla “guerra di popolo”. Tutti i moti rivoluzionari scoppiati in questo contesto fallirono, terminando con la restaurazione delle vecchie istituzioni.
Per le rivoluzioni scoppiate al loro interno, il Regno delle Due Sicilie e lo Stato Pontificio si trovarono schierati nella guerra di popolo sul fronte opposto rispetto a quello della guerra regia, nella quale inizialmente erano favorevoli al Piemonte.
Nel contesto della guerra di popolo, infine, diede il suo primo contributo al Risorgimento quale comandante militare Giuseppe Garibaldi, anch'egli sconfitto come il re di Sardegna Carlo Alberto che abdicò in favore del suo primogenito Vittorio Emanuele.

## Gli antefatti
Il 1848 registrò una serie di moti rivoluzionari che cominciarono a gennaio con la rivoluzione siciliana scoppiata a Palermo contro il potere borbonico. Ciò portò re Ferdinando II delle Due Sicilie a promulgare la costituzione (29 gennaio), seguito da analoghi provvedimenti del granduca Leopoldo II di Toscana (17 febbraio), Carlo Alberto re di Sardegna (Statuto Albertino del 4 marzo) e di papa Pio IX (Statuto del 14 marzo).
Il 23 febbraio, intanto, scoppiava a Parigi la Rivoluzione francese del 1848 contro Luigi Filippo Borbone d'Orleans. Da marzo le rivolte divamparono anche nell'Impero austriaco dove Milano (Cinque giornate di Milano) e Venezia (Repubblica di San Marco) si ribellarono al potere degli Asburgo. I combattimenti furono particolarmente aspri in Lombardia, dove, a seguito delle Cinque giornate di Milano, il comandante dell'esercito del Lombardo-Veneto, il maresciallo austriaco Josef Radetzky, fu costretto ad abbandonare la città. In conseguenza di questi eventi altre rivolte scoppiarono nel Lombardo Veneto, come accadde a Como.
Il giorno dopo la conclusione delle Cinque giornate di Milano, il 23 marzo 1848, il re di Sardegna Carlo Alberto mosse guerra contro l'Impero austriaco. Egli fu probabilmente spinto dal tentativo sia di evitare una rivoluzione nel proprio Paese, apparendo come un monarca liberale, sia di sfruttare l'occasione delle ribellioni nel Lombardo-Veneto per ingrandire il proprio regno. Ebbe così inizio la prima guerra d'indipendenza.

## La situazione e le forze in campo
A causa delle rivolte di Milano e Venezia, a partire dal 23 marzo 1848, gli austriaci dovettero ritirarsi nelle quattro fortezze (Peschiera, Verona, Mantova e Legnago) che nel Lombardo-Veneto costituivano il nucleo difensivo dell'esercito asburgico. Ad est, ad ovest e a sud di questo quadrilatero cominciarono a raggrupparsi le forze dei volontari e degli stati italiani che man mano decidevano di entrare in guerra contro l'Austria. Solo a nord, attraverso un corridoio lungo la costa orientale del lago di Garda, le forze austriache riuscivano a mantenere i collegamenti con la madrepatria.

### L'esercito piemontese
Mobilitato il 1º marzo 1848, al momento dell'insurrezione di Milano l'esercito del Regno di Sardegna contava i 4/5 dei suoi effettivi, e cioè 65000 uomini. A capo dell'esercito piemontese erano Carlo Alberto, il ministro della Guerra generale Antonio Franzini e il generale Eusebio Bava. Quest'ultimo aveva anche il compito di comandare il 1º Corpo d'armata formato dalle due divisioni dei generali Federico Millet d'Arvillars e Vittorio Garretti di Ferrere. Il 2º Corpo d'armata era invece guidato da Ettore Gerbaix De Sonnaz: le sue due divisioni erano comandate da Giovanni Battista Federici e da Mario Broglia di Casalborgone. Completava lo schieramento la 5ª Divisione di riserva che era agli ordini di Vittorio Emanuele, erede di Carlo Alberto; mentre il comando dell'artiglieria era affidato a Ferdinando di Savoia.
Prima di passare il Ticino, il fiume che marcava il confine tra il Regno di Sardegna e il Lombardo-Veneto, Carlo Alberto decise che la bandiera di guerra sarebbe stata il tricolore verde, bianco e rosso con lo stemma sabaudo al centro.

### Gli altri eserciti italiani e i volontari

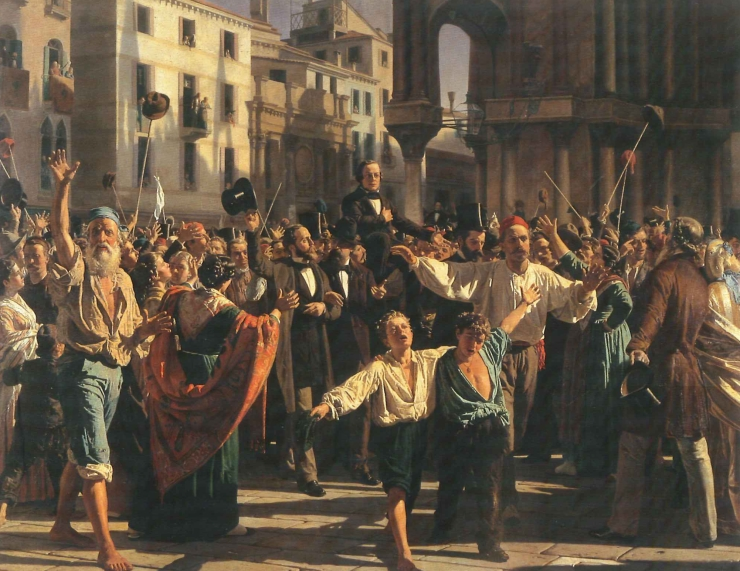
Daniele Manin portato in trionfo dopo la sua liberazione a Venezia il 17 marzo 1848.

L'Italia al tempo della prima guerra d'indipendenza.

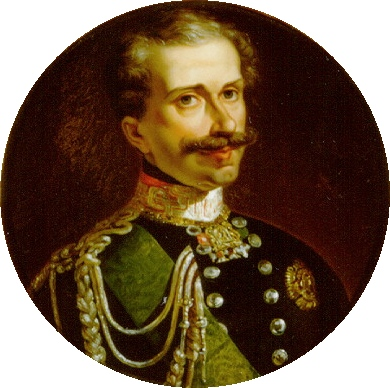
Re Carlo Alberto di Sardegna dichiarò guerra all'Austria il 23 marzo 1848.

Tutti gli altri monarchi della penisola che avevano aderito alla guerra contro l'Austria per accontentare le rispettive popolazioni, inviarono un contingente militare verso il Lombardo-Veneto, ma senza condividere realmente lo spirito rivoluzionario delle Cinque giornate di Milano.
Il primo ad arrivare sul posto fu l'esercito pontificio con un contingente di 17-18000 uomini (con circa 900 cavalleggeri e 22 cannoni). Comprendeva una prima divisione regolare (10-11000 uomini di cui 3-4000 volontari) al comando del piemontese Giovanni Durando, e una seconda divisione (circa 7000 uomini) di appartenenti alla Guardia Civica Mobile e di volontari diretta dal repubblicano Andrea Ferrari. Il corpo d'armata entrò nel Lombardo-Veneto dalla Legazione pontificia di Ferrara.
Il Granducato di Toscana mandò verso Mantova un corpo di circa 6000 uomini, parte di truppe regolari, parte di volontari. Il contingente era comandato prima da Ulisse d'Arco Ferrari, poi da Cesare De Laugier. Queste truppe erano di scarso valore tecnico ma molto motivate, specie il cosiddetto "battaglione degli studenti", comandato dal professor Ottaviano Fabrizio Mossotti, astronomo.
A Parma e Modena, i rispettivi duchi Carlo II e Francesco V avevano abbandonato il trono di fronte alle sommosse popolari permettendo la costituzione di esecutivi provvisori. I nuovi governanti inviarono verso il Lombardo-Veneto formazioni di alcune centinaia di volontari come quella da Ferrara di circa 130 combattenti, i cosiddetti bersaglieri del Po.
Il contributo maggiore alla guerra avrebbe dovuto darlo Ferdinando II delle Due Sicilie che promise di mandare un corpo di 25000 uomini. Il contingente non partì in tempo e quando si mise in marcia contava circa 11000 uomini. Ferdinando II era politicamente troppo lontano dalle idee liberali piemontesi e soprattutto doveva riconquistare la Sicilia, dove, il 26 marzo 1848, si era costituito un nuovo Stato guidato da Ruggero Settimo. Comandate da Guglielmo Pepe, le truppe napoletane della spedizione contro l'Austria arrivarono sul teatro di guerra solo a metà maggio quando, in procinto di attraversare il Po da sud, ricevettero l'ordine di tornare indietro. Guglielmo Pepe e poche unità a lui fedeli ignorarono l'ordine, entrarono in Veneto e parteciparono ai combattimenti contro l'Austria.
La coalizione antiaustriaca poteva però contare su altre forze. Si trattava dei volontari lombardi, nella misura di 4500 uomini, dei volontari napoletani, 1600 uomini, e dei volontari veneti della Repubblica di San Marco. Questi ultimi, circa 9000 uomini, erano organizzati come unità regolari da Daniele Manin e schierati principalmente contro le forze nemiche che avrebbero passato da est l'Isonzo per dare manforte a Radetzky. Erano comandati dai generali Carlo Zucchi e Alberto La Marmora.
Tutte queste formazioni erano completamente scoordinate fra loro ed erano animate da politiche e ideali molto differenti: si passava da coloro che aspiravano ad unirsi al Regno di Sardegna a coloro che sognavano un'Italia repubblicana.

### L'esercito austriaco

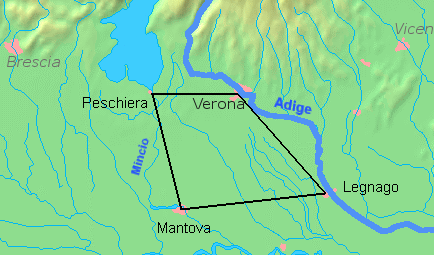
Le Fortezze del Quadrilatero, nucleo difensivo dell'esercito austriaco nel Lombardo-Veneto.

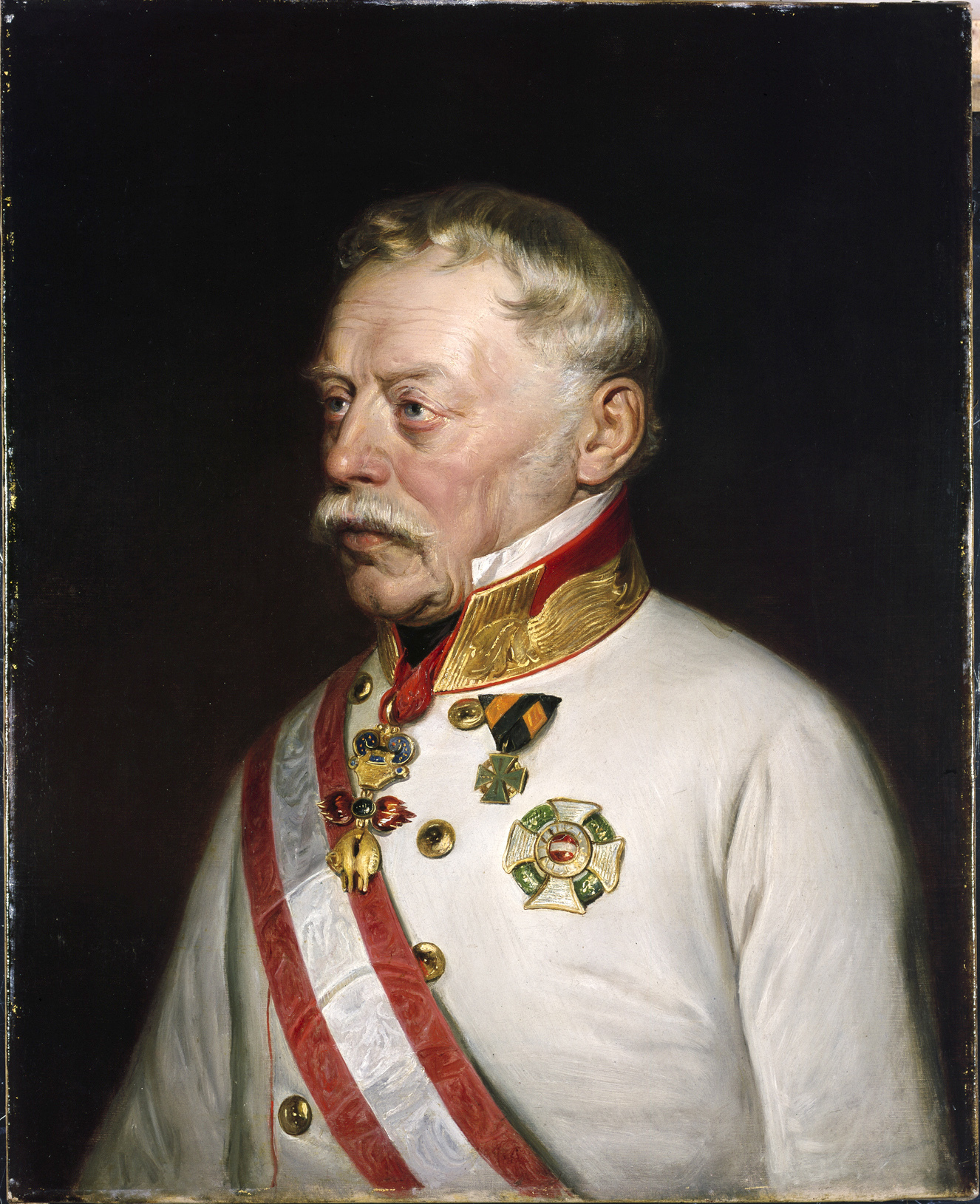
Il generale Josef Radetzky, comandante dell'esercito austriaco nel Lombardo-Veneto

Nel Lombardo-Veneto l'esercito austriaco era comandato dal generale Josef Radetzky, un uomo che grazie al suo passato poteva permettersi un'invidiabile autonomia dalla burocrazia di Vienna. Radetzky aveva organizzato l'armata in Italia secondo le sue convinzioni, e cioè che le esercitazioni erano necessarie anche in tempo di pace, teoria seguita solo da pochi all'epoca. Il risultato fu che quando scoppiò la guerra i suoi soldati erano pronti e, soprattutto, conoscevano il territorio in cui avrebbero combattuto.
Prima delle insurrezioni a Milano e Venezia, Radetzky disponeva di 70000 uomini divisi in due corpi d'armata, il 1º in Lombardia e il 2º in Veneto, per un totale di 61 battaglioni di fanteria. Di questi ultimi, dopo le rivolte, fra caduti, rese e diserzioni, ne rimanevano efficienti 41, ai quali bisogna aggiungere 35 squadroni di cavalleria e 100 pezzi di artiglieria. Considerando che la forza media dei battaglioni austriaci era di quasi 1000 fanti, le forze complessive di Radetzky all'inizio della guerra sono stimabili in 50000 uomini. Egli ordinò inoltre che un corpo di riserva di 20000 soldati si raccogliesse in fretta al comando del generale Laval Nugent sulla sponda austriaca dell'Isonzo e in Carinzia.

## La fase iniziale della prima campagna (marzo-maggio 1848)

### L'avanzata piemontese verso il Quadrilatero

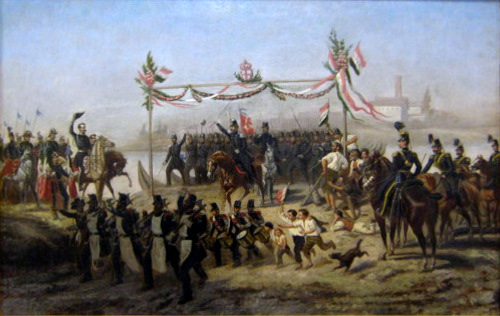
Re Carlo Alberto di Sardegna con la feluca in mano, a sinistra, accoglie le truppe piemontesi al passaggio del Ticino

Il 23 marzo 1848 il Regno di Sardegna dichiarò guerra all'Impero austriaco. Il 25 e il 26 marzo due avanguardie attraversarono il fiume Ticino, entrando in territorio nemico. Il grosso dell'esercito piemontese passò il fiume il 29. Lo stesso giorno le prime tre divisioni entrarono a Pavia acclamate dal popolo, mentre più a nord, a Lodi, truppe sabaude in avanscoperta appresero di un concentramento austriaco presso Montichiari, 20 km a sud-est di Brescia, sul fiume Chiese. Carlo Alberto, ritenendo di non avere forze sufficienti, decise di non dare battaglia e di proseguire a sud con il grosso dell'esercito verso Cremona, sul Po. Da qui proseguì a est per Marcaria e passò l'Oglio il 7 aprile, giungendo a una ventina di chilometri da Mantova, la fortezza più meridionale del Quadrilatero.
Solo una delle due avanguardie, comandata dal generale Michele Bes, che aveva passato il Ticino a Boffalora ed era entrata a Milano, si diresse verso Brescia, che fu raggiunta il 31 marzo. Quello stesso giorno Radetzky riparava a Peschiera e due giorni dopo era a Verona. L'8 aprile il grosso delle sue truppe, il 1º Corpo, era disposto nel Quadrilatero presso Villafranca. L'esercito piemontese, intanto, si era dispiegato lungo la sponda destra del Mincio.
Questa fase della guerra è stata molto criticata da storici e testimoni per la lentezza con la quale l'esercito piemontese attraversò la Lombardia, praticamente sgombra dalle truppe austriache.

### L'attraversamento del Mincio

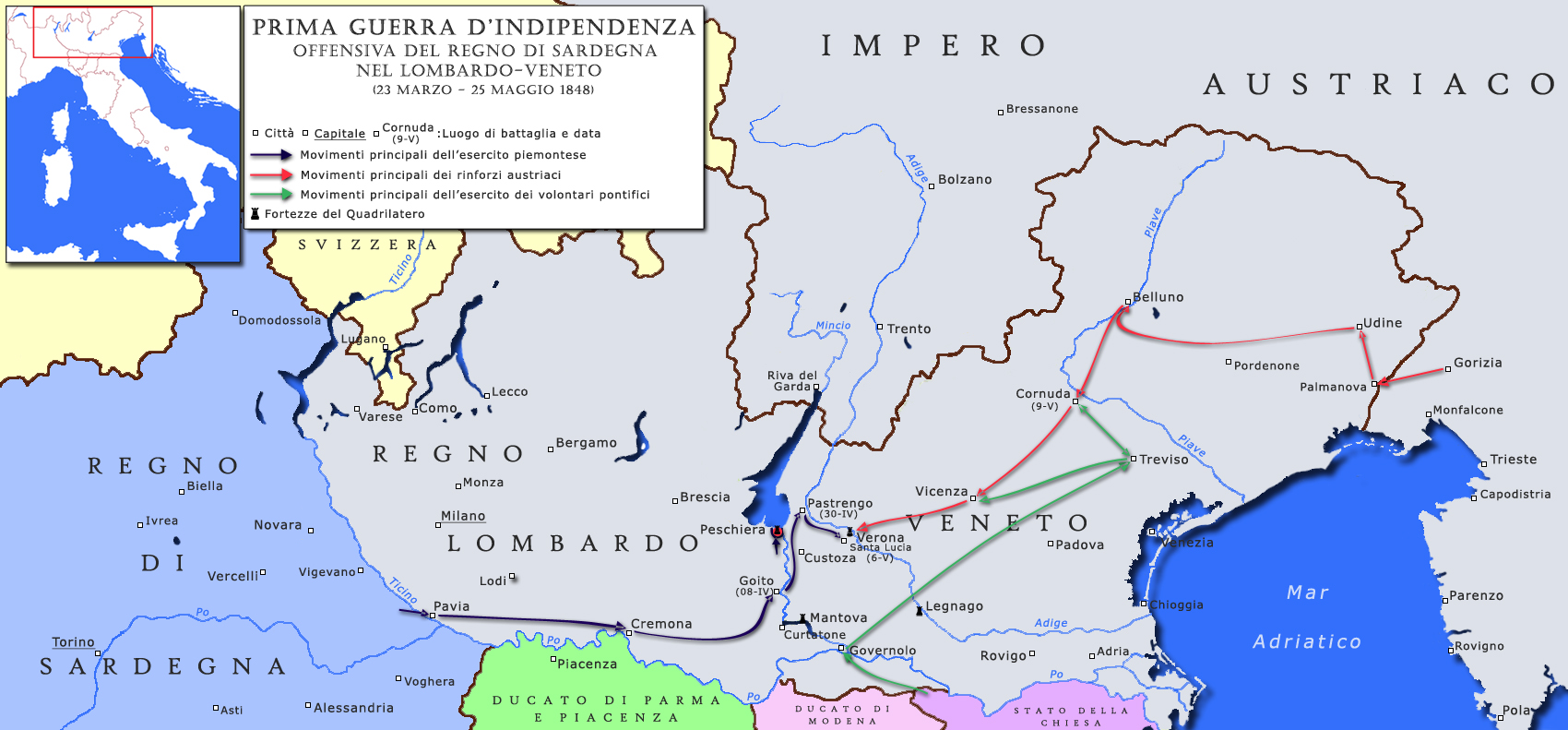
Teatro della prima fase della prima campagna militare dell'esercito piemontese (fino al 25 maggio 1848).

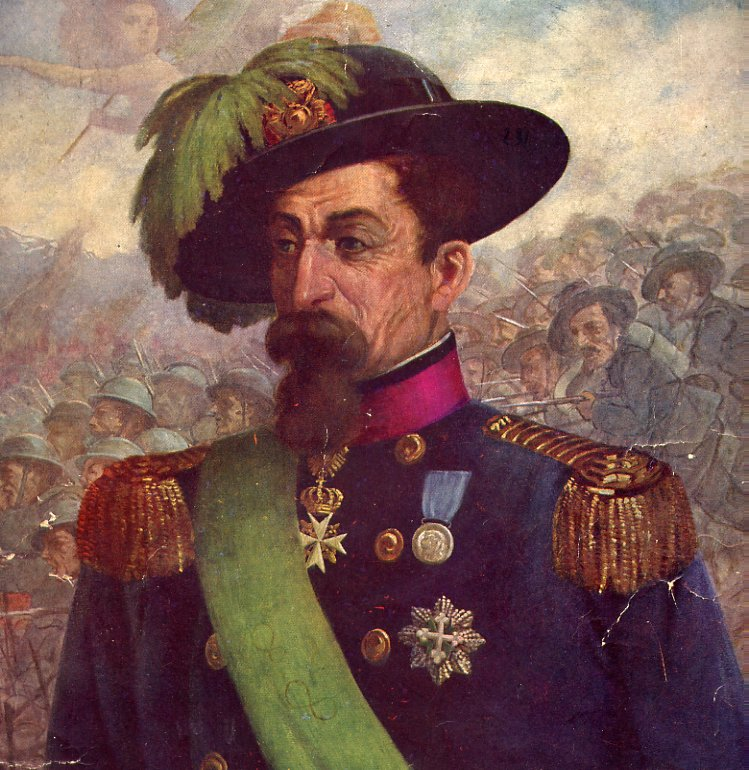
Alessandro La Marmora, fondatore dei bersaglieri, fu gravemente ferito alla battaglia del ponte di Goito.

Poiché tutti i ponti sul Mincio erano ancora tenuti dalle retroguardie austriache, l'8 aprile il generale Bava mandò la divisione del generale d'Arvillars ad impadronirsi del ponte di Goito. Lo stesso giorno, dopo accaniti combattimenti durante i quali i genieri austriaci riuscirono a far saltare parzialmente il ponte, reparti di bersaglieri e della marina (Real Navi) riuscirono a passare sull'altra riva. Verso le 4 del pomeriggio il lavoro dei genieri piemontesi consentì il passaggio di altri 3 battaglioni, mentre gli austriaci ripiegavano su Villafranca. In questo che fu il primo vero scontro fra piemontesi e austriaci della guerra, rimase ferito gravemente il colonnello Alessandro La Marmora, fondatore dei bersaglieri.
Il giorno dopo, più a nord, i piemontesi si impossessarono del ponte di Monzambano e l'11 aprile gli austriaci abbandonarono definitivamente la sponda sinistra del Mincio raccogliendosi presso Verona mentre i piemontesi occupavano Valeggio.
Più ad est, il 17 aprile, il nuovo corpo d'armata austriaco di Nugent varcava l'Isonzo con il duplice scopo di soccorrere Radetzky e di rioccupare il Veneto, e il 23 entrava a Udine. Dall'altro lato il 26 aprile metà dell'esercito piemontese varcò il Mincio. Due giorni dopo passarono altre due divisioni e tutto l'esercito si schierò a semicerchio di modo da minacciare Verona e difendere il blocco di Peschiera, il cui assedio iniziò il 27. Tale disposizione metteva anche in pericolo la linea dell'Adige, lungo la quale si era schierato l'esercito austriaco, e la strada che da Verona portava a Trento e quindi all'Austria.

### L'avanzata piemontese verso l'Adige: Pastrengo

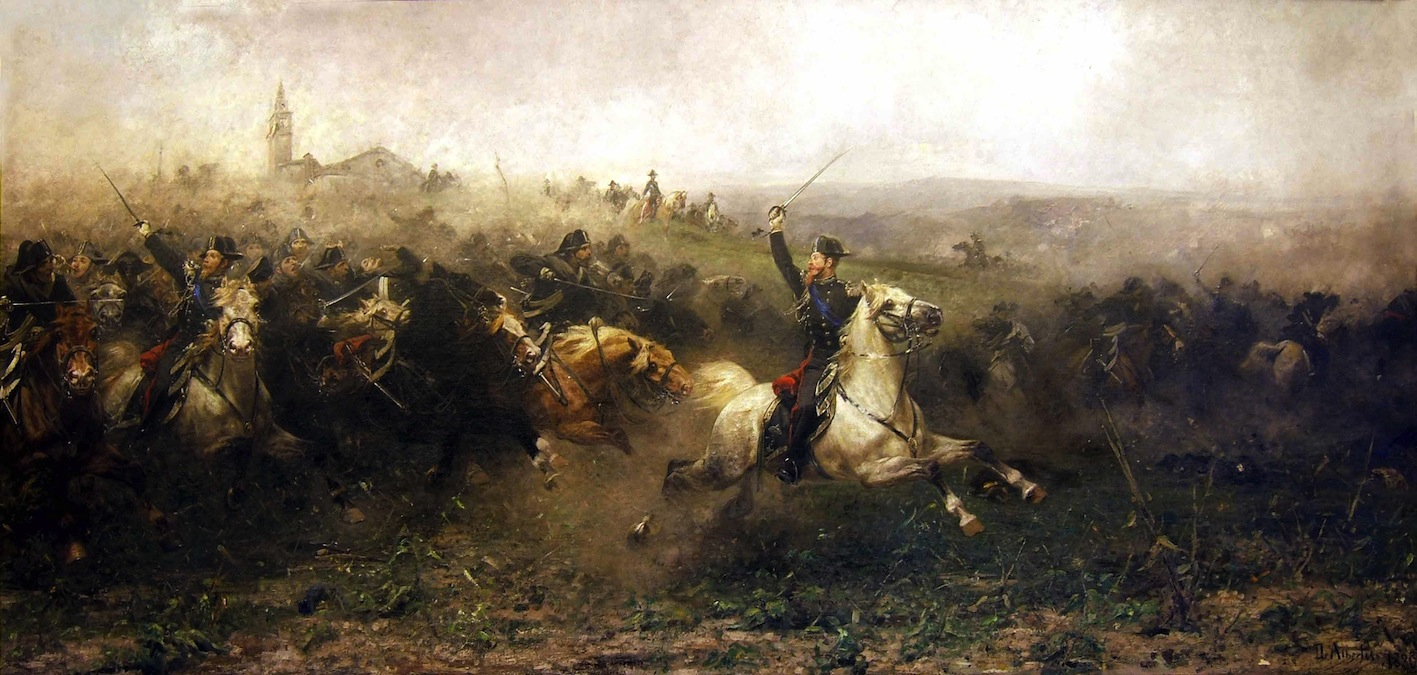
La carica dei Carabinieri durante la battaglia di Pastrengo.

Di fronte alla minaccia piemontese, Radetzky aveva fatto occupare sulla destra dell'Adige la posizione avanzata di Pastrengo. Il 30 aprile, il 2º Corpo di De Sonnaz mosse per eliminare la testa di ponte nemica (14000 piemontesi contro 8000 austriaci). Per tre ore, dalle 11 alle 14, l'avanzata fu lenta e difficile. Carlo Alberto, spazientito, si portò allora fra la Brigata "Cuneo" e la Brigata "Piemonte", con tre squadroni di carabinieri a cavallo. In quel momento l'avanzata piemontese riprese e alcuni carabinieri furono raggiunti da una scarica di fucileria austriaca. Dopo un momento di sbandamento, il maggiore Alessandro Negri di Sanfront lanciò al galoppo i tre squadroni di carabinieri contro il nemico mentre il Re e il suo seguito si univano alla carica: la linea austriaca fu sfondata; mentre anche la fanteria attaccava battendo il nemico che si ritirava.
Giunti fino all'Adige, i piemontesi furono tuttavia fermati da un'azione dimostrativa di Radetzky che all'avanzata nemica aveva risposto con un attacco al centro dello schieramento piemontese, sulla direttrice Verona-Peschiera. L'assalto fu facilmente respinto, ma valse a distogliere il comando di Carlo Alberto dal tentativo di varcare l'Adige. La battaglia di Pastrengo si risolse con una vittoria piemontese e questo giovò al morale delle truppe sabaude. Il successo, che determinò l'eliminazione della testa di ponte austriaca verso Peschiera fu, tuttavia, incompleto poiché la riva sinistra dell'Adige rimase saldamente nelle mani di Radetzky.

### L'uscita dal conflitto dello Stato Pontificio
In questa atmosfera Pio IX pronunciò l'allocuzione Non semel al concistoro del 29 aprile 1848, in cui si sconfessava l'azione del suo esercito penetrato in Veneto. Il cambio di posizione fu causato dall'impossibilità politica di combattere una grande potenza cattolica quale era l'Austria.
Le truppe pontificie ed il loro comandante Giovanni Durando ignorarono la volontà del Papa e proseguirono la campagna; tuttavia le conseguenze del gesto di Pio IX furono notevoli. La notizia dell'allocuzione arrivò al quartier generale piemontese il 2 maggio, producendovi una grande apprensione. Soprattutto impressionato ne fu Carlo Alberto che scrisse al ministro Thaon di Revel: «L'allocuzione del Papa è un fatto che può avere conseguenze immense. Certamente farà del male alla causa dell'indipendenza italiana».

### L'avvicinamento a Verona: Santa Lucia

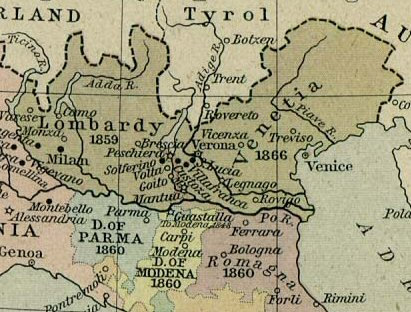
Il Regno austriaco del Lombardo-Veneto fu il teatro di operazioni della prima campagna della guerra.

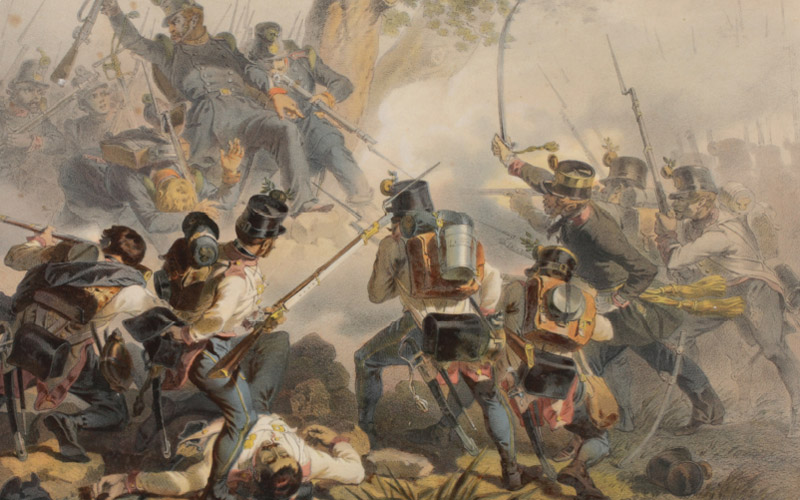
La battaglia di Santa Lucia. I piemontesi attaccano contrastati dagli austriaci efficacemente appostati.

Con la battaglia di Pastrengo Carlo Alberto portò l'ala sinistra del proprio esercito fino all'Adige. Ora avrebbe voluto, con un'azione spettacolare, ricacciare gli austriaci dentro Verona e, cogliendo l'occasione dell'apertura della Camera dei deputati, annunciare un brillante successo. Di fronte aveva l'esercito nemico diviso in tre parti: la prima sulla sponda sinistra dell'Adige fino all'altezza di Pastrengo a nord, la seconda nei villaggi a ovest di Verona, la terza dentro le mura di Verona.
Ai piemontesi sembrò abbastanza facile poter superare la linea austriaca davanti Verona e il 6 maggio 1848 cominciò l'avanzata. Nonostante le disposizioni al riguardo, i movimenti delle varie unità piemontesi mancarono di sincronismo. Sul villaggio di San Massimo doveva concentrarsi l'attacco principale, la cui avanguardia, la Brigata "Regina" della 1ª Divisione del 1º Corpo, venne fatta segno di un violento fuoco nemico. L'altra brigata della divisione, l'"Aosta", si trovò subito anch'essa gravemente impegnata davanti al paesino di Santa Lucia che, a causa anche della vaghezza di alcune disposizioni del piano, divenne man mano il fulcro dell'attacco piemontese.
Di fronte a Carlo Alberto che era in posizione avanzata, il generale Bava, contravvenendo al piano stabilito che gli imponeva di fermarsi ad aspettare le altre unità, alle 10 attaccò Santa Lucia con la Brigata "Aosta" esponendosi all'intenso fuoco austriaco. Solo alle 11 giunse in suo soccorso la Brigata Guardie della divisione di riserva, con la quale riuscì a minacciare di aggiramento il villaggio. Arrivati i primi elementi della Brigata "Regina" e della 2ª Divisione del 1º Corpo, fra mezzogiorno e mezzo e l'una fu sferrato l'attacco generale piemontese. L'assalto si concentrò cruento presso il cimitero di Santa Lucia accanitamente difeso dagli austriaci che, sovrastati dal nemico, dovettero alla fine abbandonare le loro posizioni e ripiegare su Verona.
I piemontesi non sfruttarono l'occasione e si fermarono. Alle due, inoltre, giunse la notizia che l'attacco contro i borghi di Croce Bianca e Chievo, sferrato dalla 3ª Divisione del 2º Corpo piemontese, era fallito. La novità indusse Carlo Alberto a ordinare il ripiegamento. Proprio allora si ebbe un energico ritorno offensivo austriaco che portò gli uomini di Radetzky fin dentro Santa Lucia che intanto era stata abbandonata dai piemontesi. Alle sei del pomeriggio lo scontro era terminato: gli austriaci avevano respinto l'attacco nemico e contavano 72 morti, 190 feriti e 87 prigionieri. I piemontesi lamentavano invece 110 morti e 776 feriti. Con la battaglia di Santa Lucia i piemontesi persero l'iniziativa della campagna militare, che passò agli austriaci.

## L'avanzata dei rinforzi austriaci

### Il passaggio austriaco dell'Isonzo

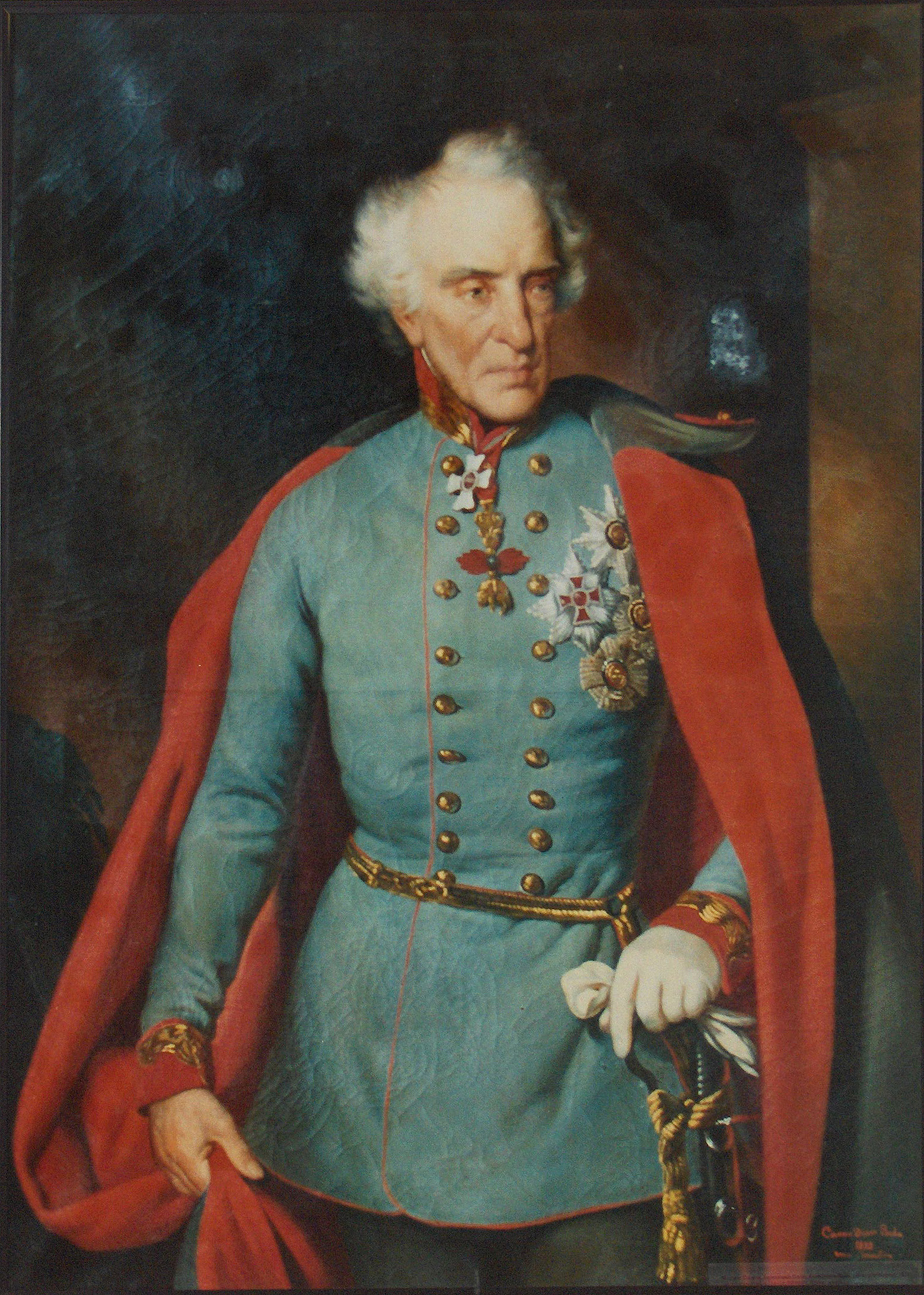
Il generale austriaco Laval Nugent guidò i rinforzi per Radetzky dall'Isonzo fino al Piave.

Mentre Carlo Alberto combatteva nel Quadrilatero, nel Veneto si svolgeva una lotta parallela che rimase quasi completamente separata dalla campagna piemontese. Il governo della Repubblica di San Marco, dal canto suo, riuscì appena a stabilire un coordinamento con i diversi comitati locali e, alla ricerca di un comandante che riordinasse l'armata, ottenne dal Piemonte il generale Alberto La Marmora.
Nel campo avverso, il generale austriaco Laval Nugent, concentrate le proprie forze a Gorizia, il 17 aprile 1848 passò l'Isonzo e iniziò a marciare nel Veneto con circa 12-13000 uomini; di fronte a lui il nemico schierava forze notevolmente inferiori. Lo stesso giorno Nugent pose il blocco a Palmanova proseguendo con il grosso delle forze su Udine che il 22, dopo un bombardamento d'artiglieria, si arrese. Il 23 gli austriaci occuparono la città. A questo punto Nugent puntò sul Tagliamento.
Sul fiume, Alberto La Marmora disponeva di appena 1300 uomini contro il corpo austriaco che intanto era salito a 16-17000 uomini. Decise quindi, dopo aver fatto saltare un ponte, di ritirarsi più a ovest, sul Piave. Intanto il 23 aprile Giovanni Durando era giunto da sud sul Po, ad Ostiglia, con la divisione regolare del corpo pontificio (10-11000 uomini); mentre la 2º, di guardie nazionali e di volontari (7000 uomini) del colonnello Ferrari era ancora in cammino.

### La guerra dei volontari pontifici

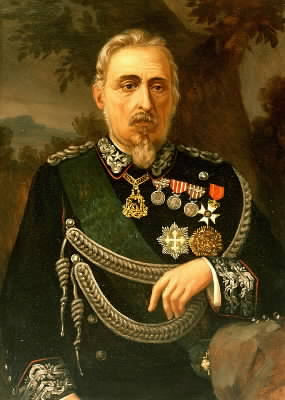
Il generale Giovanni Durando, comandante della ex divisione regolare pontificia.

Durando, che rifiuterà con i suoi uomini l'ordine di ritirata di Pio IX, giunse a Treviso il 29 aprile, mentre Alberto La Marmora veniva assegnato alla difesa di Venezia insorta. A nord, il 5 maggio, gli austriaci entrarono a Belluno e il 6 una brigata si portò ben oltre il Piave, a Feltre. Intanto a Treviso arrivavano i primi battaglioni della divisione del colonnello Ferrari. Persuaso che gli austriaci avrebbero puntato da nord su Bassano del Grappa, Durando portò lì la sua divisione e dispose che Ferrari si disponesse con le sue forze presso Montebelluna.
Nel pomeriggio dell'8 maggio, invece, l'avanguardia austriaca del generale Nugent forte di 1000 uomini si scontrò con gli avamposti di Ferrari, 300 uomini schierati a Onigo, 10 km a nord-ovest di Montebelluna. Ferrari allora arretrò un poco la difesa, sul poggio di Cornuda, ultimo ostacolo naturale al nemico mirante a dilagare in pianura. La mattina del 9 maggio riprese la battaglia: 2200 austriaci con 6 cannoni attaccarono i pontifici che non avevano ancora ricevuto rinforzi, né dal loro quartier generale, né da Durando. Quest'ultimo, indeciso, mandò tuttavia un biglietto mezz'ora dopo mezzogiorno: «Vengo correndo».
In prima linea, mentre i soldati di Nugent si rinforzavano ancora, Ferrari inviò ai suoi un battaglione da Montebelluna e, per guadagnare tempo, ordinò a 50 dragoni di caricare gli austriaci. Il sacrificio fu quasi completo (i caduti furono 40) ma si ottenne una pausa nell'avanzata nemica. Successivamente gli austriaci, giunti altri rinforzi, iniziarono una manovra avvolgente da Feltre verso Cornuda: oramai erano 6000 contro 2000 pontifici che, stanchissimi, correvano il rischio di essere circondati. Per cui alle 5 pomeridiane, dopo che il combattimento si trascinava da 12 ore, Ferrari si decise, visto che nessun rinforzo arrivava da Durando, a ordinare la ritirata. Quest'ultima fu disordinata e continuò fino a Treviso.

### L'attacco austriaco a Vicenza

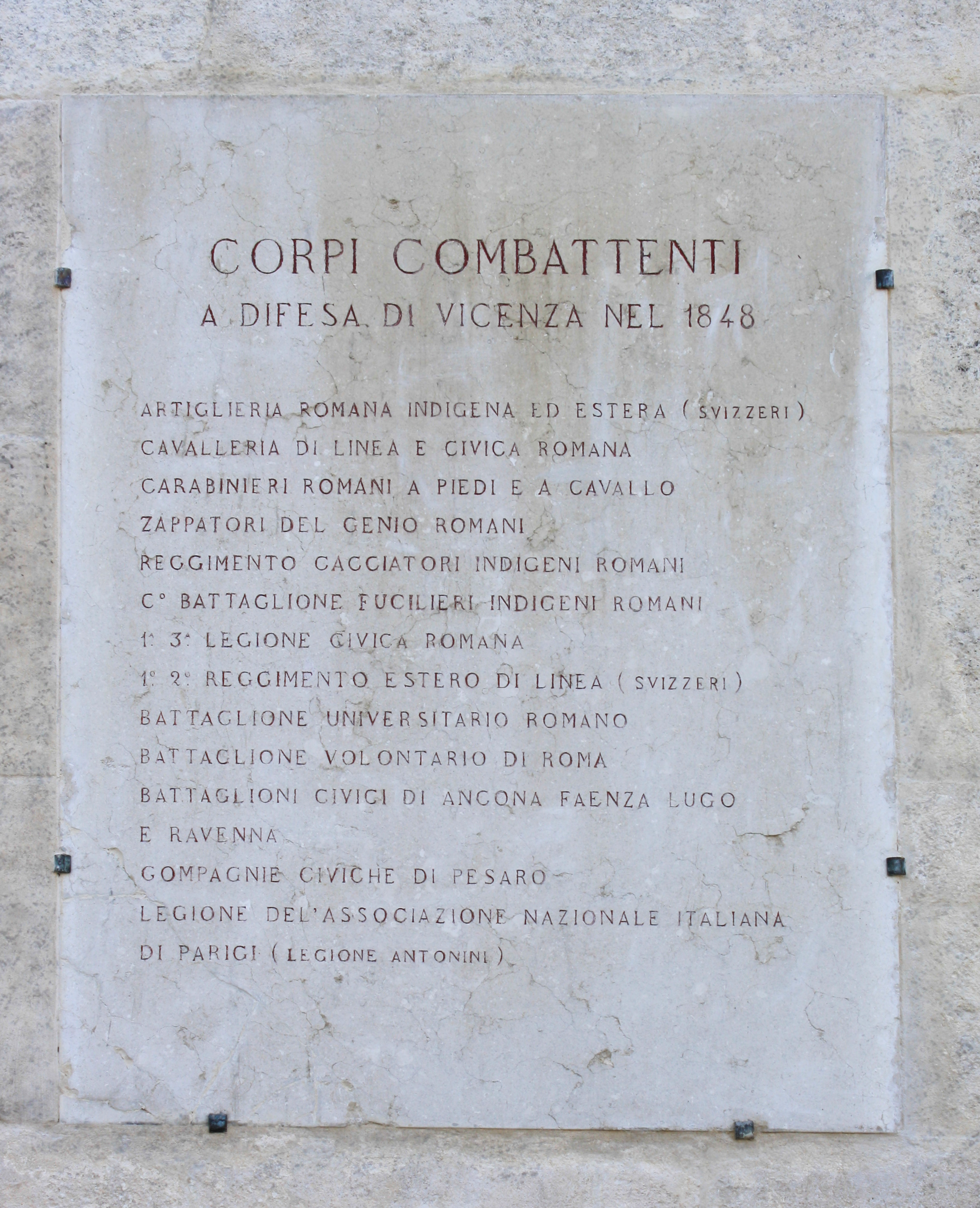
Lapide commemorativa dei corpi combattenti a Vicenza nel 1848.

Dopo la battaglia di Cornuda la situazione in Veneto divenne per gli italiani sempre più grave. Durando in campo aperto non disponeva che di 4000 uomini e il 18 maggio si portava con alcune unità a difesa di Treviso, città che il generale austriaco Nugent avrebbe voluto occupare. Radetzky insisteva invece affinché le forze provenienti da est raggiungessero subito Verona per congiungersi al grosso dell'armata. Intorno al 17 maggio, adducendo il riacutizzarsi di una vecchia ferita, Nugent lasciava il comando al generale Georg Thurn Valsassina (1788-1866).
Thurn, approfittando dello spostamento delle truppe di Durando da Piazzola, compì la sua prima missione attraversando il fiume Brenta e attaccò Vicenza che respinse l'attacco. Difendevano la città 5000 uomini, soprattutto pontifici. Queste forze però si andavano ingrossando poiché man mano vi giungevano vari reparti veneti, forze di Durando e il battaglione del generale Giacomo Antonini, un affiliato alla Giovine Italia che aveva riunito in Francia un reparto cosmopolita di volontari.
Il 22 maggio Radetzky, cambiando idea sulla necessità di congiungere le forze, comandò a Thurn di attaccare Vicenza che si trovava ora presidiata da 11000 uomini, oltre alla Guardia Nazionale e i cittadini. La battaglia si sviluppò tra la notte del 23 e la mattina del 24 e vide gli austriaci attaccare la città da occidente ostacolati da allagamenti causati dai difensori che resistevano e contrattaccavano tenacemente. Anche una colonna austriaca inviata sui Colli Berici non ebbe migliore fortuna e Thurn alle nove del mattino ordinò la ritirata su Verona. Infine, le forze di Thurn si unirono a quelle di Radetzky il 25 maggio 1848.

## La seconda fase della prima campagna (maggio-agosto 1848)

### L'uscita dal conflitto di Ferdinando II

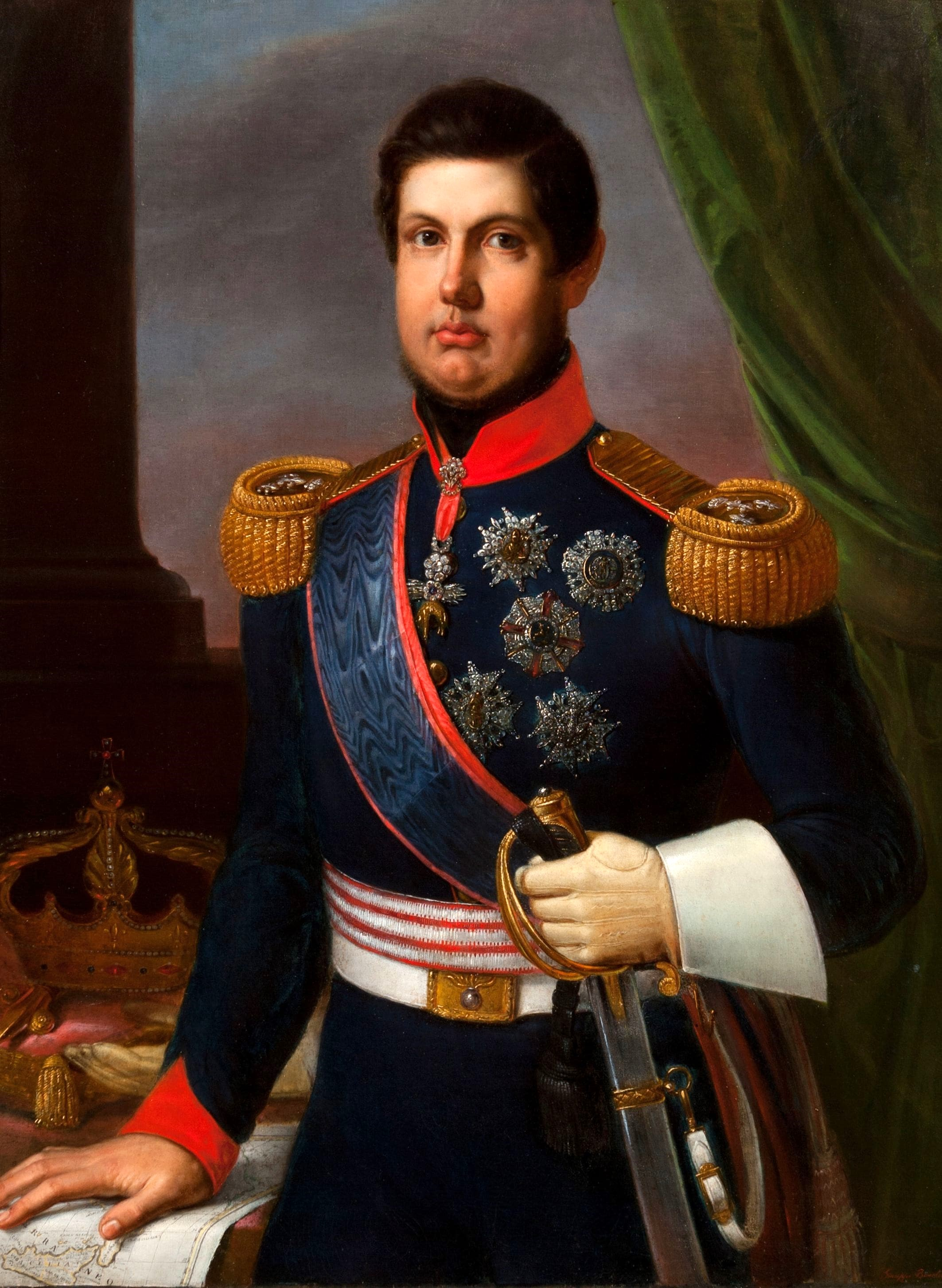
Ferdinando II di Borbone rinunciò alla campagna contro l'Austria per sedare la rivoluzione in Sicilia.

Negli stessi giorni a Napoli Ferdinando II decideva, di fronte ai moti della capitale del 15 maggio, di ritirarsi dalla guerra ancora prima che le sue truppe avessero aperto il fuoco sul nemico. Questa decisione scaturì anche da considerazioni politiche (fra cui la mancata formazione di una Lega italiana), dalla defezione di Pio IX e dalla necessità di riconquistare la Sicilia che si era costituita stato indipendente come Regno di Sicilia.
Il 21 maggio 1848 a poche ore dalla partenza della prima brigata del corpo di spedizione napoletano da Bologna per Ferrara, il comandante dell'armata Guglielmo Pepe ricevette l'ordine di tornare al più presto nel Regno delle Due Sicilie.
Nonostante la resistenza del generale Pepe, la ritirata fu inevitabile. Del corpo di spedizione borbonico un solo reparto rimase, il 10º Reggimento Fanteria di Linea «Abruzzo» che era già da tempo con le truppe piemontesi. Tale reparto che si ritirerà in patria dopo la battaglia di Goito, era per di più a ranghi ridotti: i due battaglioni contavano 900 uomini complessivamente e 8 capitani su 12.
In Romagna, per diversi ufficiali borbonici non fu facile prendere una decisione. Drammatico fu il caso del colonnello Carlo Francesco Lahalle (1795-1848) che, diviso fra obbedire al proprio re e rispettare i propri ideali, si uccise. In questa situazione, sotto la guida del generale Guglielmo Pepe e la partecipazione di giovani quali i fratelli Luigi e Carlo Mezzacapo, Enrico Cosenz, Cesare Rosaroll, Girolamo Calà Ulloa e altri, una piccola parte del corpo napoletano raggiunse Venezia, dove darà il suo contributo a favore della Repubblica di San Marco fino al termine della guerra.

### La manovra strategica di Radetzky

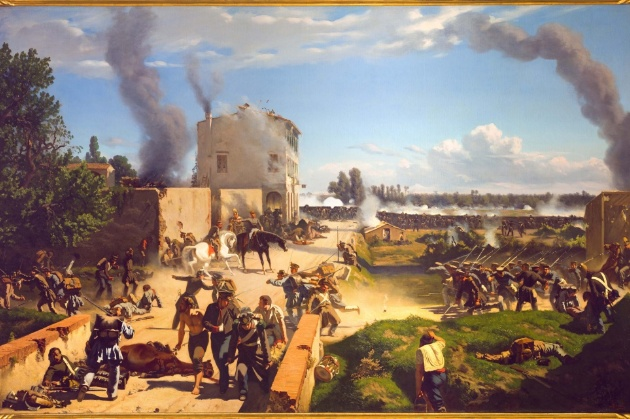
La battaglia di Curtatone e Montanara, durante la quale i volontari toscani e napoletani difesero con valore lo schieramento italiano.

Il 25 maggio 1848 a Verona le forze di Thurn raggiunsero quelle di Radetzky che due giorni dopo fece uscire dalla città il grosso dell'esercito riunito. Egli prevedeva un aggiramento da sud dell'esercito piemontese con la conseguente liberazione di Peschiera assediata e con la probabilità di ottenere una vittoria decisiva. Di fronte a lui, lungo le due sponde del fiume Mincio, da Peschiera fino a Mantova, era allineato l'esercito di Carlo Alberto. Radetzky pensò di iniziare la manovra appena fuori Mantova, presso i comuni di Curtatone e Montanara: il punto debole dello schieramento nemico. Qui erano posizionati 5400 fra toscani e napoletani. Questi ultimi appartenevano ad un battaglione di volontari e al 2º Battaglione del 10º Reggimento "Abruzzo" che, contrariamente alle altre unità borboniche in Romagna, non viveva il dramma della defezione di Ferdinando II.
L'esercito austriaco uscì da Verona la sera del 27 maggio con un contingente di 45000 uomini, diviso in tre colonne, comandate da Eugen Wratislaw (1º Corpo), Konstantin d'Aspre (2º Corpo) e Gustav Wocher (1781-1858) di riserva. Il giorno dopo l'armata arrivò a Mantova. Allarmato, il quartier generale piemontese provvide ad un concentramento di forze a Goito. Il 29, alle prime ore del mattino, gli austriaci passarono da Mantova sulla sponda destra del Mincio divisi in diverse colonne. Una di queste si diresse verso Governolo (una quindicina di km a sud-est di Mantova, sul Mincio) contro i parmensi e i modenesi. Altre due attaccarono appena fuori città le località di Curtatone e Montanara, e una quarta il vicino paese di San Silvestro per aggirare toscani e napoletani da sud.
Le tre colonne su Curtatone, Montanara e San Silvestro contavano in tutto almeno 20000 soldati e 52 cannoni. Difendevano il primo paese 2500 uomini, agli ordini del colonnello piemontese Campia, e 2300 il secondo agli ordini del colonnello lucchese Giuseppe Giovannetti. Il resto degli uomini era posizionato in riserva. L'attacco vero e proprio venne sferrato dagli austriaci a Curtatone verso le 10 e 30. Respinto una prima volta, fu rinnovato con il fuoco dell'artiglieria e nuovamente respinto. Anche a Montanara si combatté tenacemente e solo fra le 13 e le 14 la linea avanzata dei difensori venne travolta. Dopo le 14 l'attacco si rinnovò ancora a Curtatone; fermato al centro si sviluppò ai lati e dopo le 16 il generale Cesare De Laugier, comandante la divisione toscana, ordinò il ripiegamento, che si compì ancora combattendo.
Toscani e napoletani lamentarono 166 morti, 518 feriti e 1178 prigionieri. Gli austriaci ebbero 95 morti, 516 feriti e 178 dispersi. Il sacrificio degli italiani alla battaglia di Curtatone e Montanara non fu vano poiché consentì al comando piemontese, seppure con lentezza, di far affluire rinforzi a sud e attendere l'attacco austriaco a Goito, a pochi chilometri dai villaggi contesi.

### L'insurrezione nel Cadore
Nel Cadore, intanto, a partire dal 29 aprile 1848 per oltre un mese una piccola armata ribelle di circa 4000 uomini male armati, poco addestrati ma valorosi, si oppose a formazioni nemiche provenienti dall'Austria e dirette a Belluno per congiungersi con il corpo di Nugent. Gli uomini, guidati da Pietro Fortunato Calvi inviato della Repubblica di San Marco, a maggio furono attaccati anche da sud dal generale Karl Freiherr von Culoz (1785-1862) e da altre forze sempre più numerose, fin quando, verso il 6-9 giugno, le ultime fiammate dell'insurrezione si spensero e Calvi dovette riparare a Venezia.

### La battaglia di Goito e la resa di Peschiera

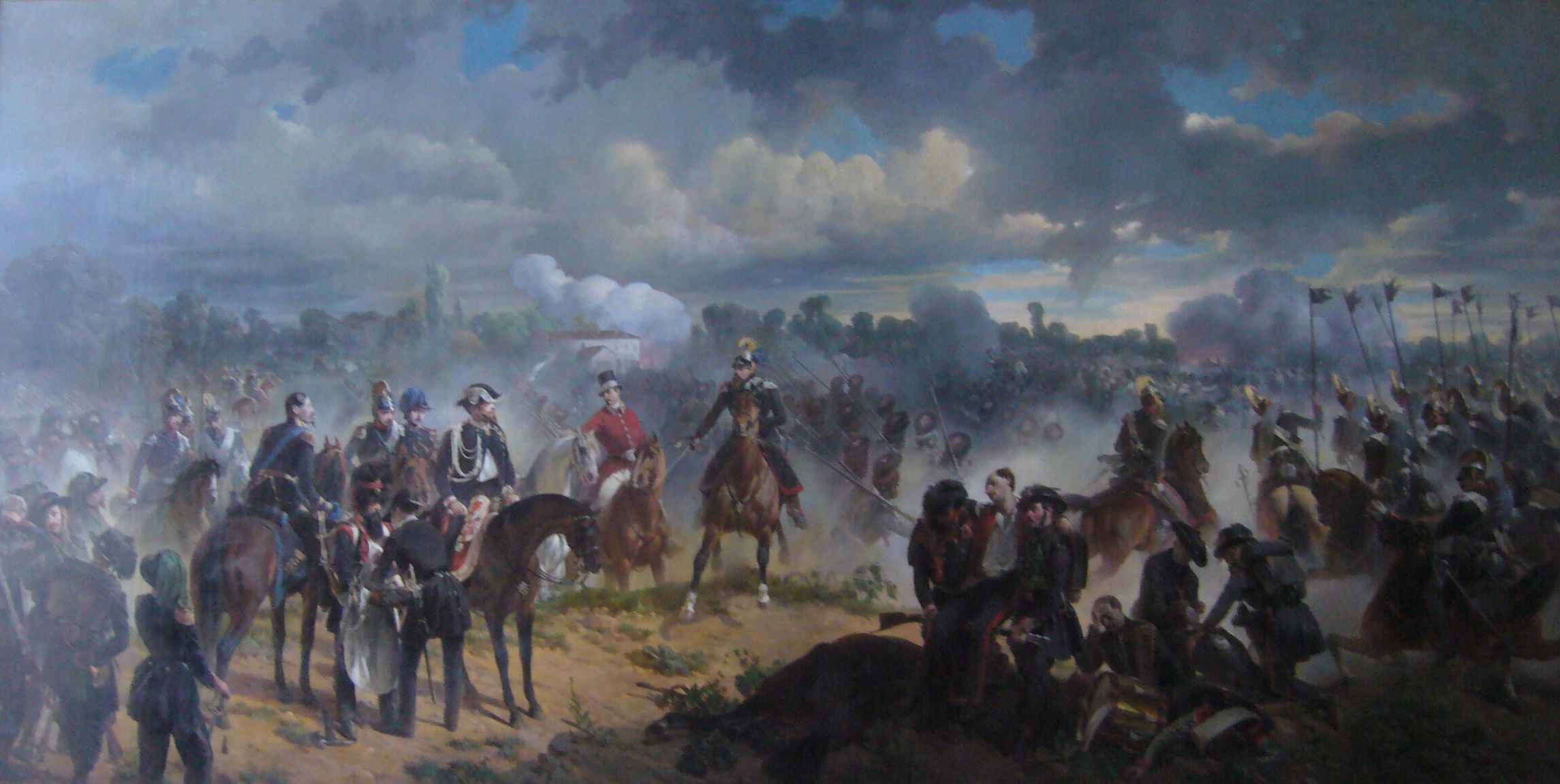
Battaglia di Goito: il momento del contrattacco piemontese visto dalle retrovie.

Dopo la vittoria di Curtatone e Montanara, Radetzky divise le sue truppe in due colonne: una di circa 26000 uomini (1º Corpo di Wratislaw e riserva di Wocher) che fu inviata a nord verso Goito; l'altra di 14000 (2º Corpo di D'Aspre) indirizzata a nord ovest su Rodigo e Ceresara, verso Guidizzolo e Medole. Si sarebbe così compiuto l'aggiramento dell'esercito piemontese sul Mincio, dislocato principalmente fra Valeggio, Volta e Goito.
D'altro canto le ricognizioni piemontesi non rivelarono un'avanzata incalzante del nemico e allora Bava, che comandava il 1º Corpo, il più esposto ad un attacco da sud, decise di concentrare le sue forze presso Goito. Alle 15 del 30 maggio nella zona erano schierati 21 battaglioni di fanteria, 23 squadroni di cavalleria e 56 cannoni piemontesi, ai quali si devono aggiungere un battaglione del 10º Reggimento "Abruzzo" napoletano e un migliaio di toscani.
Mezz'ora dopo, l'attacco del 1º Corpo austriaco contro il 1º Corpo piemontese ebbe inizio. L'ala destra dell'avanzata austriaca, sul lato del fiume Mincio, avanzò molto lentamente bersagliata dall'artiglieria nemica. Il centro invece travolse in parte la prima linea piemontese ma dovette subire l'efficace contrattacco della seconda linea, ancora sostenuta dall'artiglieria. Nuove forze austriache sopraggiunsero a sostegno ma in modo insufficiente. Radetzky allora, avendo anche perso i contatti con il suo 2º Corpo, ordinò alle truppe di retrocedere. Due cariche di cavalleria piemontesi contribuirono a dare all'arretramento austriaco le caratteristiche di una ritirata. Alle 19 la battaglia era terminata. Gli italiani ebbero 43 morti e 253 feriti, gli austriaci 68 morti, 331 feriti e 223 dispersi.
La grande manovra strategica di Radetzky era fallita. Questi era riuscito ad impegnare contro il nemico solo 14 battaglioni, mantenendo pressoché inattiva la cavalleria. Inoltre, al momento dell'ultimo contrattacco piemontese Carlo Alberto ricevette la notizia che la fortezza di Peschiera si era arresa, e poco dopo gli fu annunciata la ritirata austriaca presso Goito. La doppia vittoria fu salutata dai presenti con il grido di «Viva il re d'Italia!».

### La conquista austriaca di Vicenza

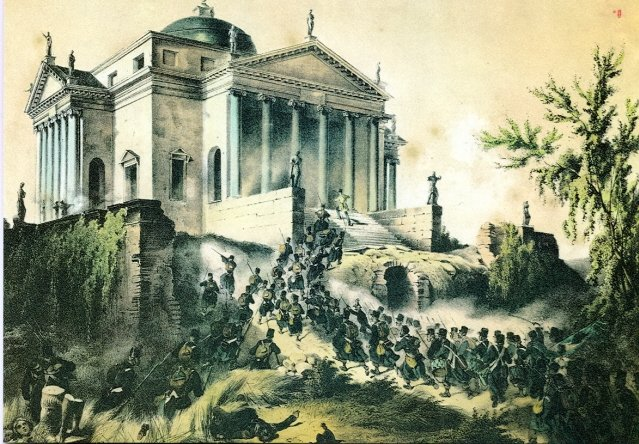
Gli austriaci conquistano l'altura della villa della Rotonda, a Vicenza, durante la battaglia di Monte Berico.

Dopo la sconfitta di Goito e la resa di Peschiera, Radetzky, lungi dal ritirarsi a Verona, il 5 giugno 1848 mosse da Mantova su Vicenza. Le forze che raccolse per l'attacco erano il 1º e il 2º Corpo e due brigate del 3º Corpo (ex corpo di riserva). Il generale austriaco avanzò da sud intendendo occupare la zona dei Colli Berici che dominavano la città da meridione. Vicenza era difesa dagli ex pontifici del generale Durando e dai volontari per un totale di 11000 uomini.
L'esercito austriaco con 30000 uomini e 124 cannoni avanzò a semicerchio su Vicenza da sud fino a est. Ben distanti, i comandanti dell'esercito piemontese non si mossero, fiduciosi che la città avrebbe resistito diversi giorni.
Radetzky spinse all'attacco il 1º Corpo con l'intenzione di occupare la zona collinare a sud della città: all'alba del 10 giugno le avanguardie austriache si scontrarono con gli avamposti italiani. Ad est della città il 2º Corpo austriaco incontrò una valida resistenza, ma il punto cruciale della battaglia si rivelò a sud, presso la villa della Rotonda sulla cui dorsale il 1º Corpo austriaco riuscì a scalzare i volontari romani. Verso le 14 i difensori sferrarono un contrattacco, che fallì, nel quale fu gravemente ferito il colonnello Enrico Cialdini. Intorno alle 17, la difesa esterna di Vicenza si ritirò presso il santuario, quando già due brigate austriache arrivavano alle spalle degli italiani e cadeva ferito il colonnello Massimo d'Azeglio.
Dopo aver messo in campo quasi inutilmente le riserve, Durando ritenne la battaglia perduta e un suo proclama alle 19 dichiarò necessaria la resa, nonostante molti cittadini fossero contrari. Iniziate le trattative, gli austriaci concessero all'ex esercito pontificio di ritirarsi a sud del Po, a patto di non combattere più per tre mesi. Il giorno dopo, 11 giugno, circa 9000 difensori lasciavano Vicenza. Gli italiani lamentarono 293 morti e 1665 feriti. Gli austriaci avevano avuto 141 morti, 541 feriti e 140 dispersi.

### L'allungamento del fronte

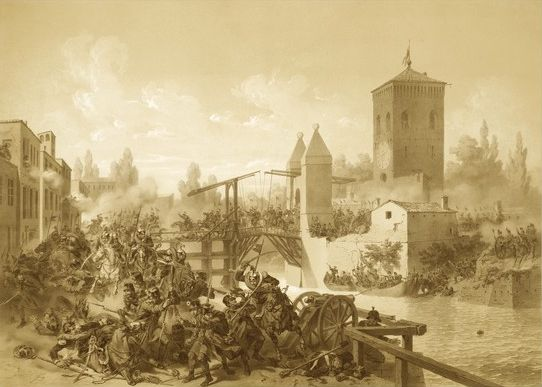
La battaglia di Governolo, vinta dai piemontesi, portò ad un allungamento del fronte.

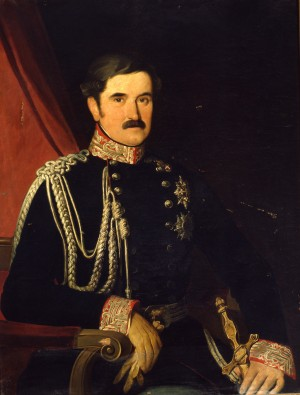
Eusebio Bava, comandante del 1º Corpo d'armata e, con Carlo Alberto, dell'esercito piemontese.

La conquista di Vicenza eliminò dal Veneto le truppe del generale Durando e portò alla successiva caduta di Padova e Treviso (13 giugno) e poi di Palmanova (24 giugno).
Avvertito dell'avanzata austriaca su Vicenza, Carlo Alberto l'8 giugno riunì un consiglio di guerra. Contrariamente a quanto suggerito da Franzini, che avrebbe voluto cogliere l'occasione per attaccare subito Verona, il consiglio optò per un attacco a nord-est di Peschiera e per l'occupazione di Rivoli. Il ricordo della battaglia di Santa Lucia era ancora troppo vivo.
Così, il 10 giugno, mentre Vicenza subiva l'attacco del grosso dell'esercito austriaco, il 2º Corpo piemontese avanzò contro l'altopiano di Rivoli, luogo della storica battaglia del 1797 nella quale Napoleone batté gli austriaci. Questa volta, invece, gli uomini di Radetzky si ritirarono e consentirono al nemico di raggiungere l'obiettivo. L'occupazione di Rivoli rafforzò tatticamente l'ala sinistra dello schieramento piemontese, ma la indebolì strategicamente, in quanto la prolungò troppo.
Dopo Rivoli e vari tentativi falliti di riprendere l'iniziativa, si ebbe da parte piemontese un altro mese di stasi, durante il quale si iniziò il blocco di Mantova. Carlo Alberto, nel frattempo, che meditava ancora azioni aggressive oltre l'Adige, si trasferì da Valeggio a Roverbella. Qui il 4 luglio ricevette Giuseppe Garibaldi che era tornato dall'America meridionale dopo l'esilio dovuto alla condanna a morte subita per la cospirazione del 1834. il Re lo accolse con gelida cortesia e lo rimandò al ministro della Guerra Franzini al quale scrisse che sarebbe stato disonorevole dare il grado di generale ad un simile elemento.
Al fronte, intanto, dopo una puntata a Ferrara per rafforzare il presidio e fare incetta di viveri, una brigata austriaca occupò il 16 luglio Governolo (a sud-est di Mantova, alla confluenza tra Mincio e Po) lasciandovi 5 compagnie e ritirandosi poi nel Quadrilatero. Bava che era partito con una brigata per contrastare eventuali ulteriori scorribande, decise di attaccare Governolo. Qui il 18 luglio iniziò fra le due sponde del Mincio un vivace fuoco di fucileria e artiglieria, quando, improvvisamente, una compagnia di bersaglieri che aveva risalito il corso d'acqua in barca, assalì sull'argine sinistro gli austriaci riuscendo ad abbassare il ponte levatoio sul fiume. Immediatamente la cavalleria piemontese lo attraversò seguita dall'artiglieria provocando la ritirata degli austriaci, dei quali 400 furono catturati.
La battaglia di Governolo fu una brillante vittoria dell'esercito sabaudo che tuttavia ora si trovava disteso lungo una linea di ben 70 chilometri, da Rivoli a Governolo. Una linea troppo debole come linea di resistenza e, data la mancanza di lavori di rinforzo, debole in ogni punto.

### La battaglia di Custoza (22-27 luglio 1848)

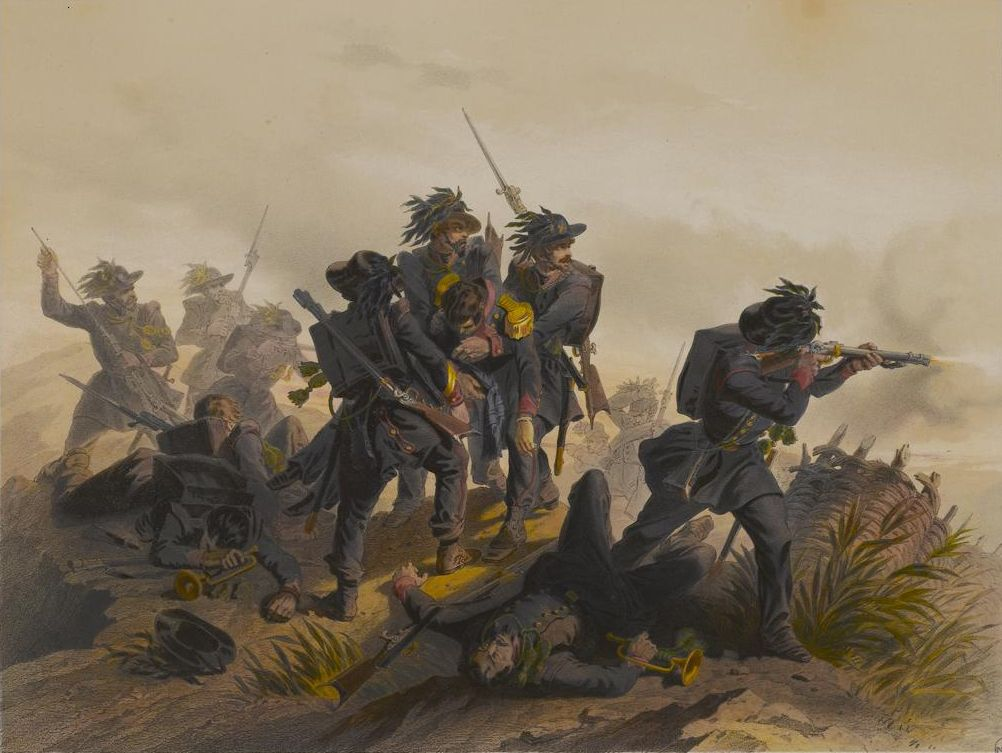
I bersaglieri contrastano l'attacco austriaco a Rivoli il 22 luglio 1848

Gli eserciti schierati sulla lunga linea del fronte, il 20 luglio 1848, erano numericamente pressoché uguali: 75000 uomini da parte italiana, 76000 da parte austriaca. La prima linea dell'esercito piemontese risultava divisa in due gruppi, uno attorno a Mantova e uno presso l'Adige e di fronte a Verona. In questa città era concentrato anche il grosso delle forze austriache.

#### L'inizio dell'offensiva austriaca
All'alba del 22 luglio 1848 gli austriaci del 3º Corpo di Thurn attaccarono a nord di Rivoli, all'estrema sinistra dello schieramento piemontese. Accorsero le forze di De Sonnaz da sud e il nemico fu fermato e contrattaccato.
Tuttavia, alle 7:30 del 23 Radetzky, fra Sona e Sommacampagna, sferrò un grande attacco verso il Mincio. Avanzarono il 1º e il 2º Corpo: l'attacco trovò una difesa tenace quanto vana e alle 12 gli austriaci avevano già conquistato le forti posizioni che gli italiani tenevano da quasi tre mesi. Così, nel pomeriggio del 23 luglio il 2º Corpo d'armata di De Sonnaz era ovunque in ritirata e si concentrava la sera quasi tutto a Cavalcaselle, poco a est di Peschiera.
Alle 16 del 23 luglio, gli austriaci passarono cautamente il Mincio in località Salionze (fra Peschiera e Monzambano) dove la mattina dopo batterono nuovamente le truppe di De Sonnaz molto stanche per le marce.
Nel pomeriggio del 24 gli austriaci occupavano i passi sul Mincio di Salionze, Monzambano e Valeggio. Nello stesso tempo, alle 16:30, forze piemontesi che avevano risalito la sponda sinistra del Mincio da Mantova attaccavano guidate da Bava il fianco sinistro dell'avanzata austriaca. Lo scontro si ebbe a Staffalo, fra Sommacampagna e Custoza, le cui alture furono entrambe occupate dai piemontesi. Radetzky, nel suo tentativo di passare subito il Mincio, venne così ad essere minacciato alle spalle; ma appena se ne accorse richiamò le colonne che avevano varcato il fiume.

#### Il fallimento del contrattacco piemontese

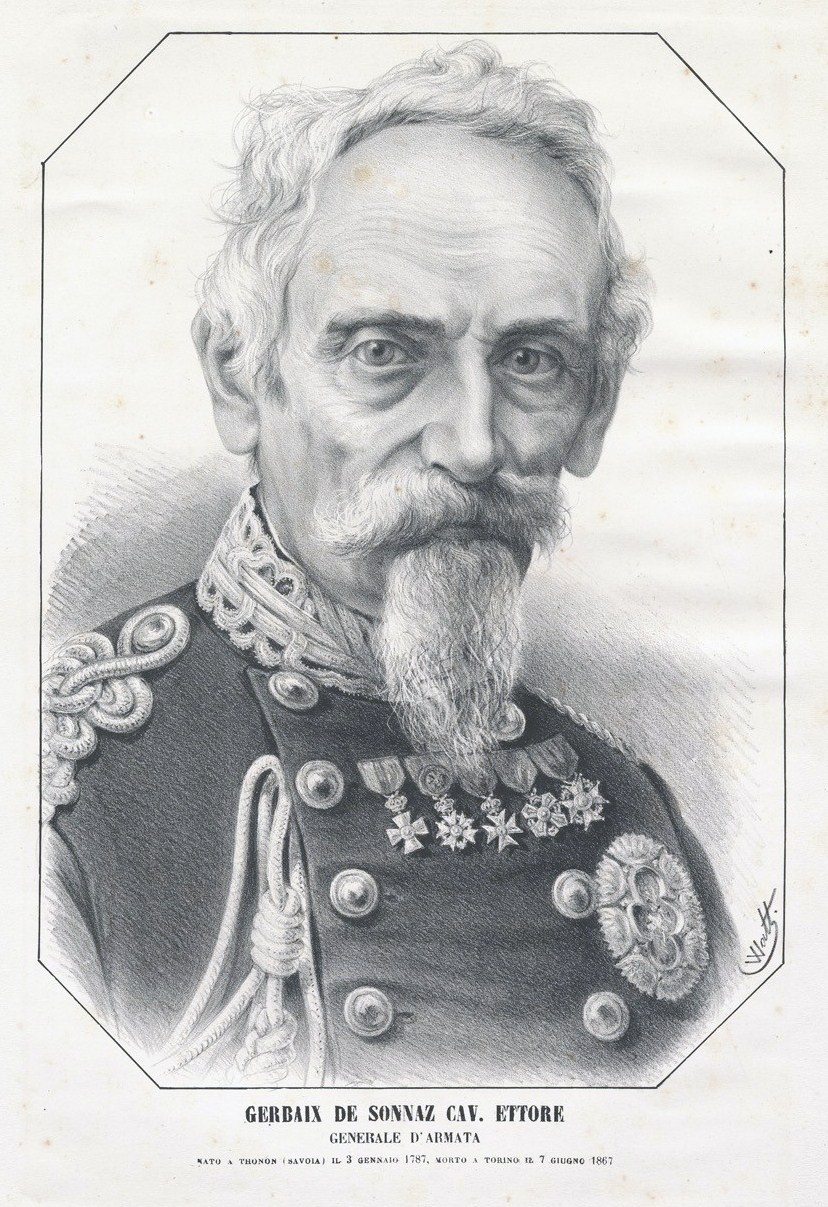
Ettore De Sonnaz, comandante del 2º Corpo piemontese, partecipò alle fasi iniziale e finale della battaglia di Custoza.

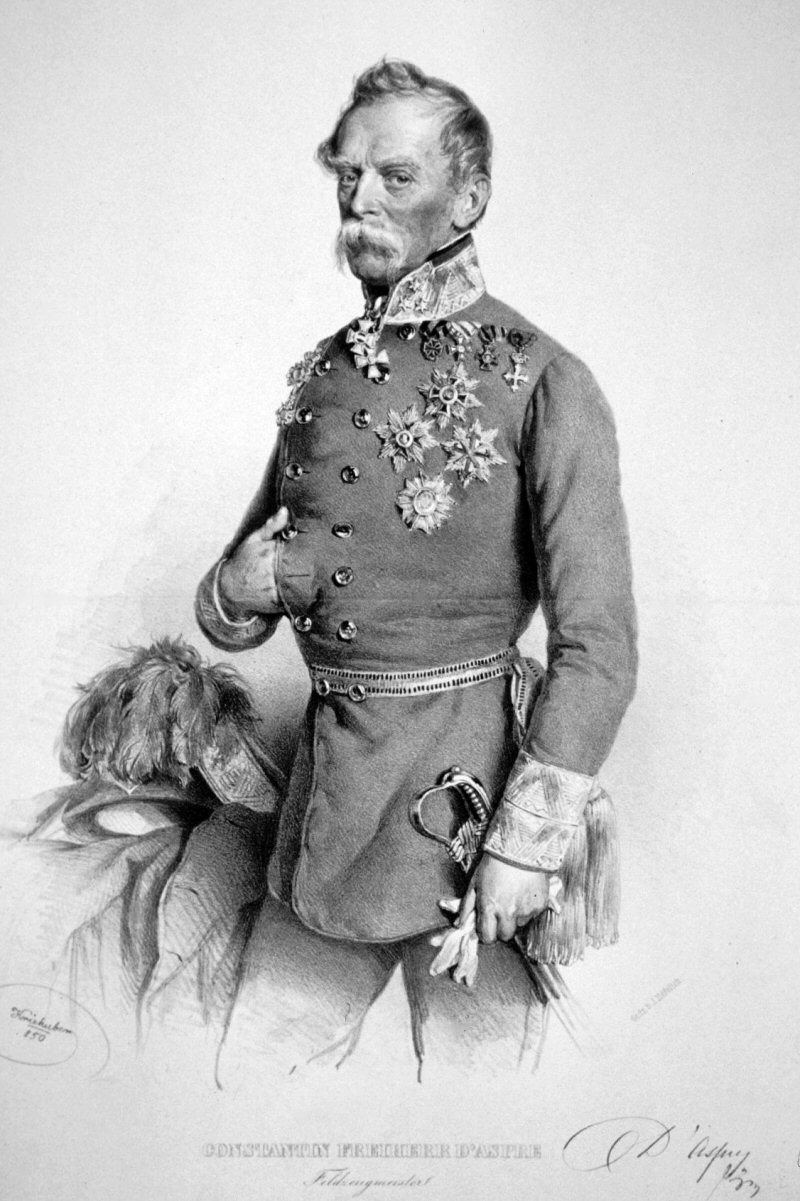
Konstantin d'Aspre, comandante del 2º Corpo austriaco, fu uno dei protagonisti della battaglia.

Il comando piemontese stabilì per il giorno dopo, 25 luglio, un'offensiva del 1º Corpo verso il Mincio di modo da prendere contatti con il 2º Corpo sulla sponda destra e tagliare la strada del Quadrilatero agli austriaci.
Radetzky però prevenne i piemontesi e facendo perno su Valeggio tornò indietro e attaccò il nemico su Custoza e Sommacampagna da nord-ovest. Il rapporto di forze sul luogo fra italiani e austriaci in prima linea divenne di 20000 a 40000. Radetzky era quindi riuscito a dividere le forze di Carlo Alberto e, dopo aver battuto De Sonnaz, si accingeva ora a battere Bava.
Il 25 luglio proprio a Valeggio, alle 11, venne sferrato l'attacco piemontese, presto interrotto per l'energica difesa nemica. Né si avevano notizie, dalla sponda destra del Mincio, del 2º Corpo di De Sonnaz, al quale non erano arrivati in tempo gli ordini.
A est del Mincio (sponda sinistra) le forze di Bava erano ormai schierate sulla linea Valeggio-Sommacampagna (da sud-ovest a nord-est). Fra le 11 e le 12:30 dello stesso 25 luglio il duca di Genova (ala destra), presso Sommacampagna, respinse tre attacchi nemici, ma alle 13:30 dopo un nuovo attacco del 2º Corpo austriaco dovette ritirarsi su Staffalo e Custoza.
Carlo Alberto ordinò allora a De Sonnaz (che aveva chiesto di non intervenire fino alle 18) di portarsi a Goito con parte delle forze, lasciando il resto a Volta da non abbandonare se non in casi estremi. Ma De Sonnaz, scoraggiato dai risultati ottenuti nei giorni precedenti, a mezzanotte abbandonò anche Volta senza combattere.
Alle 16 dal lato di Valeggio (ala sinistra piemontese) si sviluppò da più punti il contrattacco del 1º Corpo austriaco. Al centro era intanto ripresa la battaglia e all'ala destra piemontese il duca di Genova, minacciato di aggiramento, alle 17:30 ordinò la ritirata su Villafranca.
Ripiegate l'ala sinistra e l'ala destra dello schieramento piemontese, al centro, la difesa sottoposta a un nuovo attacco alle 18:30 fu costretta a ritirarsi su Custoza, e alle 19:30 dopo un ultimo attacco austriaco ripiegò in pianura. Si concluse così lo scontro di Custoza del 25 luglio 1848, per il quale i piemontesi lamentarono 212 morti, 657 feriti e 270 prigionieri; gli austriaci 175 morti, 723 feriti e 422 fra prigionieri e dispersi.

#### L'epilogo di Volta Mantovana

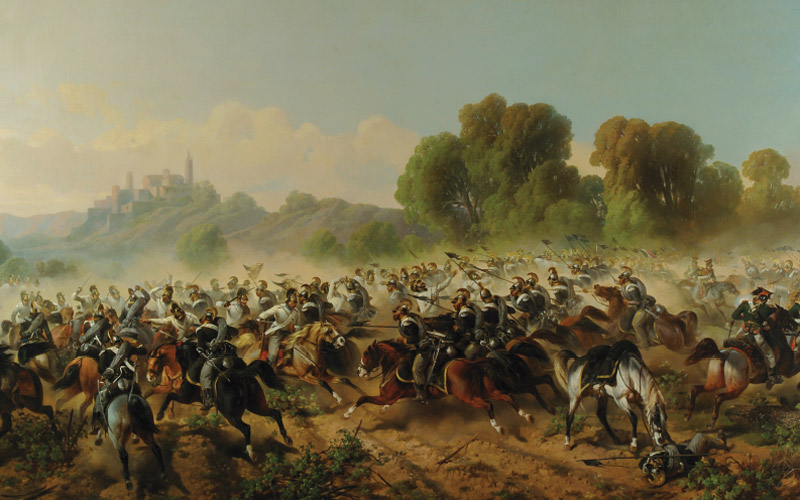
La carica del reggimento "Genova Cavalleria" presso Volta Mantovana il 27 luglio 1848.

Battuto presso Custoza, alle 22 del 25 luglio 1848 Carlo Alberto ordinò a Bava la ritirata generale su Goito e un'ora e mezza dopo inviò l'ordine a De Sonnaz di tenersi fermo a Volta e contenere il nemico sul Mincio. A quell'ora probabilmente De Sonnaz aveva già deciso di abbandonare l'avamposto; egli ricevette comunque l'ordine a Goito dove arrivò alle 5 del mattino del 26 luglio. Alle 12 Carlo Alberto gli ordinò di tornare a Volta con la 3ª divisione. Alle 18 le avanguardie austriache, precedendo i piemontesi occuparono Volta, attaccata da De Sonnaz che trovò una resistenza tenacissima. Dopo le 23 il combattimento terminò e alle 2 dopo mezzanotte De Sonnaz ordinò alle truppe di retrocedere in attesa di rinforzi.
Carlo Alberto, intanto, abbandonava il blocco di Mantova e inviava verso Volta una brigata. Condotto principalmente da quest'ultima, il 27 luglio l'assalto piemontese fallì, seguito da un grande contrattacco austriaco. Di fronte alla potente pressione avversaria, già alle 6 del mattino dello stesso giorno, De Sonnaz ordinò la ritirata, che dopo alcuni chilometri di cammino la cavalleria austriaca tentò di scompigliare. In risposta, varie cariche della cavalleria piemontese contrastarono efficacemente il nemico e alle 10 le truppe di De Sonnaz giungevano a Goito. Terminava così la battaglia di Custoza.

### La ritirata piemontese verso Milano

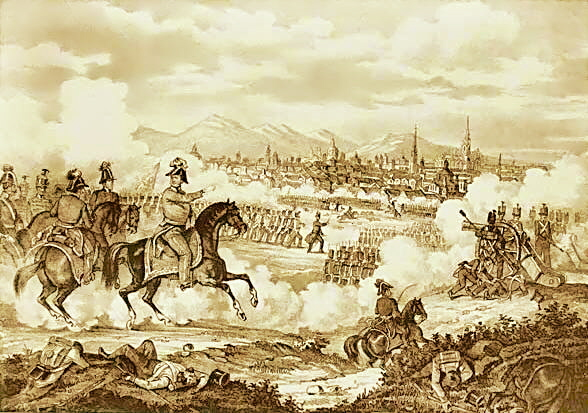
Gli austriaci in vista di Milano ai primi di agosto del 1848.

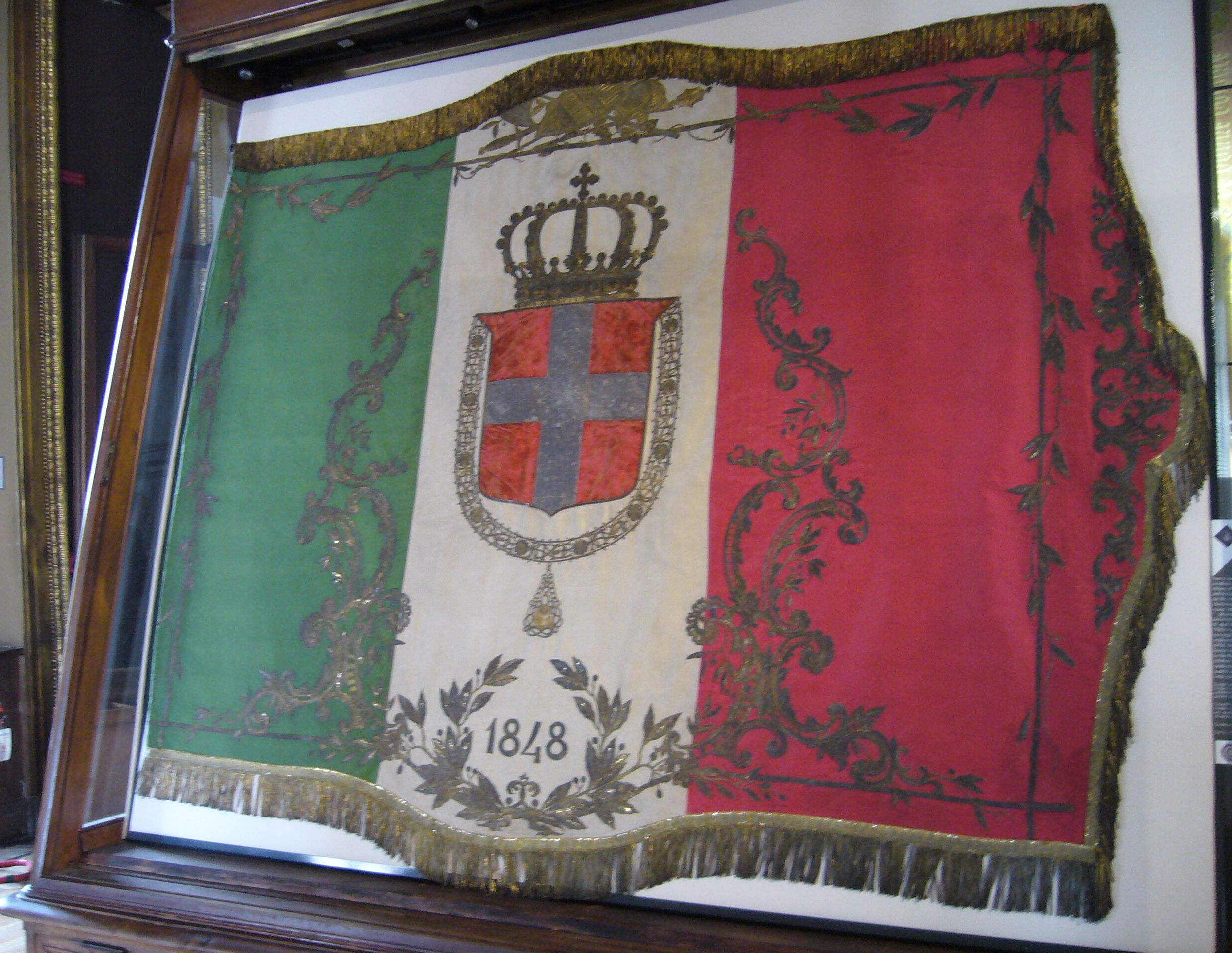
Bandiera donata dalle donne milanesi a Carlo Alberto nella primavera-estate del 1848.

Alle 8 di mattina del 27 luglio 1848 a Goito un consiglio di guerra presieduto da Carlo Alberto decretò che si dovevano aprire le trattative con il nemico per un'eventuale tregua. Fu inviata al campo austriaco una piccola delegazione piemontese della quale faceva parte anche il colonnello Alfonso La Marmora. Bava intanto dava ordini affinché le truppe si schierassero a nord di Goito, ma non tutti obbedirono. A seguito delle recenti sconfitte si verificarono episodi di indisciplina e demoralizzazione. Il generale Claudio Seyssel d'Aix e Sommariva, comandante della 1ª Divisione a Custoza, disattendendo gli ordini, si disimpegnò e si avviò con la Brigata "Aosta" a sud, verso il corso inferiore del fiume Oglio, così come il generale Vittorio Garretti di Ferrere (comandante della 2ª Divisione) con la Brigata "Casale".
Nel pomeriggio tornava intanto la delegazione inviata al campo austriaco: Radetzky era disposto a concedere la tregua, ma esigeva di spostare l'esercito fino all'Adda, e di far tornare sotto il suo controllo Peschiera, Venezia, Osoppo (ancora nelle mani dei veneti) e i ducati di Modena e Parma (quest'ultimo in primavera aveva votato l'annessione al Regno di Sardegna). Ascoltate queste condizioni Carlo Alberto esclamò: «Piuttosto morire!».
Alle 21 cominciò il movimento generale di ritirata verso l'Oglio e alle 12 del 28 luglio l'esercito piemontese era raccolto dietro il corso inferiore del fiume. Bava tuttavia si accorse che l'Oglio non costituiva una valida difesa e dopo dieci ore di sosta fece riprendere la marcia verso ovest. Gli austriaci intanto inseguivano i piemontesi cercando di non perderne il contatto e di dare l'impressione del pericolo imminente, accelerando così il movimento di ritirata e accrescendo lo spossamento delle truppe di Carlo Alberto.
Il 31 luglio 1848 l'esercito piemontese era tutto dietro l'Adda pronto a resistere. Ma già il giorno dopo, presso Crotta, si ebbe il cedimento della linea difensiva. Nella zona di competenza della 1ª Divisione, infatti, il comandante Sommariva, per l'impossibilità di collocare le artiglierie in zona paludosa, per aver frainteso le intenzioni del nemico prima e per aver sopravvalutato le sue forze poi, abbandonava la riva destra del fiume consentendo agli austriaci di attraversarlo. Sommariva (già protagonista del disimpegno del 27 luglio) si portò poi a Piacenza con tutta la sua divisione, provocandone l'isolamento.
A questo punto, perduta la linea difensiva dell'Adda, in contrasto con il volere di quasi tutti i suoi generali, Carlo Alberto volle assolutamente spostare l'esercito su Milano per non perdere i vantaggi dinastici acquisiti. Il Governo provvisorio di Milano aveva infatti sancito con un referendum l'annessione al Piemonte (8 giugno 1848). Vi era inoltre il pericolo della proclamazione in Lombardia di una repubblica con il conseguente, probabile, intervento a suo sostegno della Francia. Evento che poteva rivelarsi nefasto per lo stesso Regno di Sardegna.
Messosi in marcia verso nord, il 2 agosto l'esercito piemontese era a Lodi; mentre il re, per gli avvenimenti descritti, allontanava dai loro comandi Sommariva e Di Ferrere. Il 3 agosto 1848, alle 12, le avanguardie dell'esercito piemontese erano nei pressi di Milano.

### La resa di Milano e l'armistizio Salasco

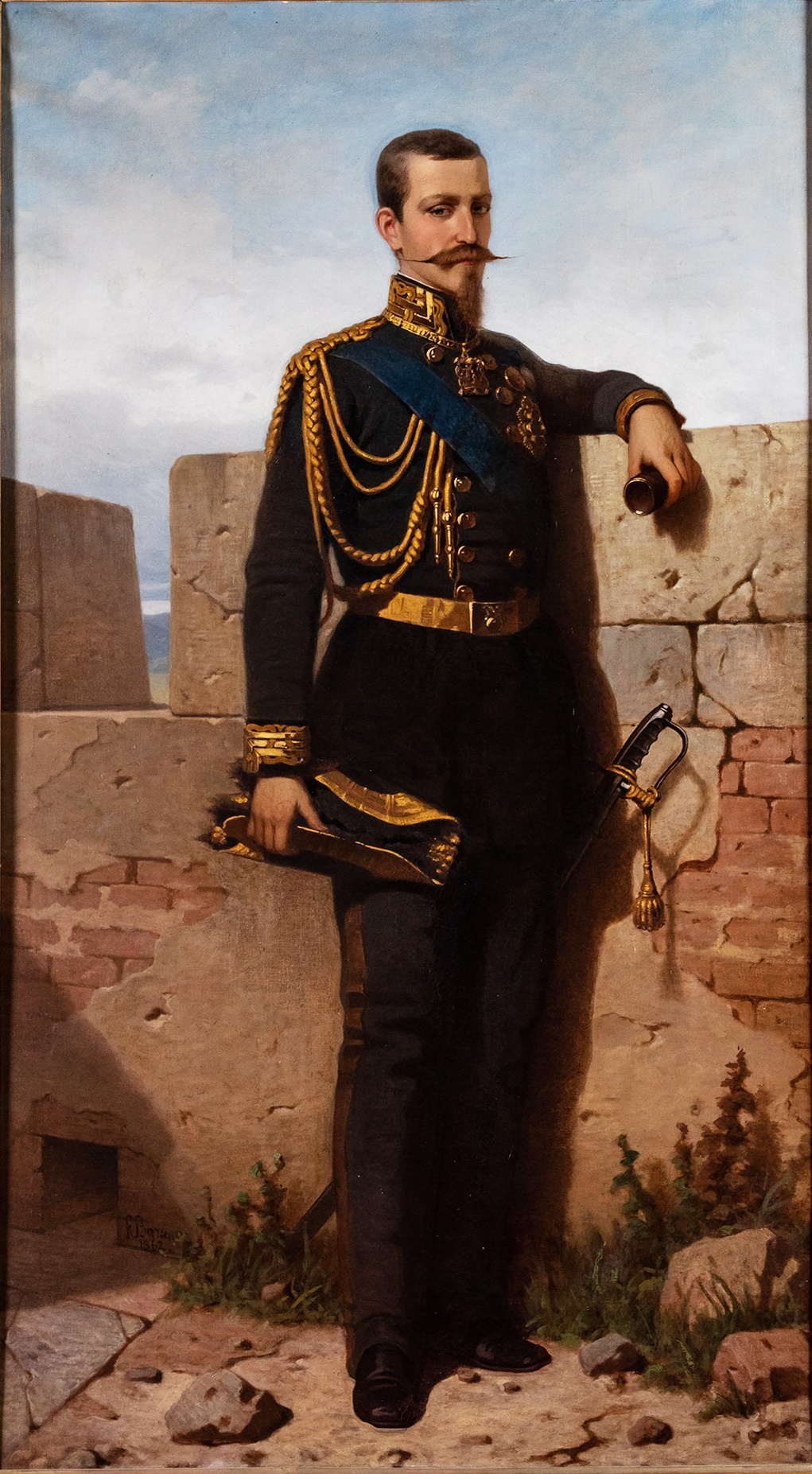
Il duca di Genova si distinse nel conflitto al comando della 4ª Divisione piemontese.

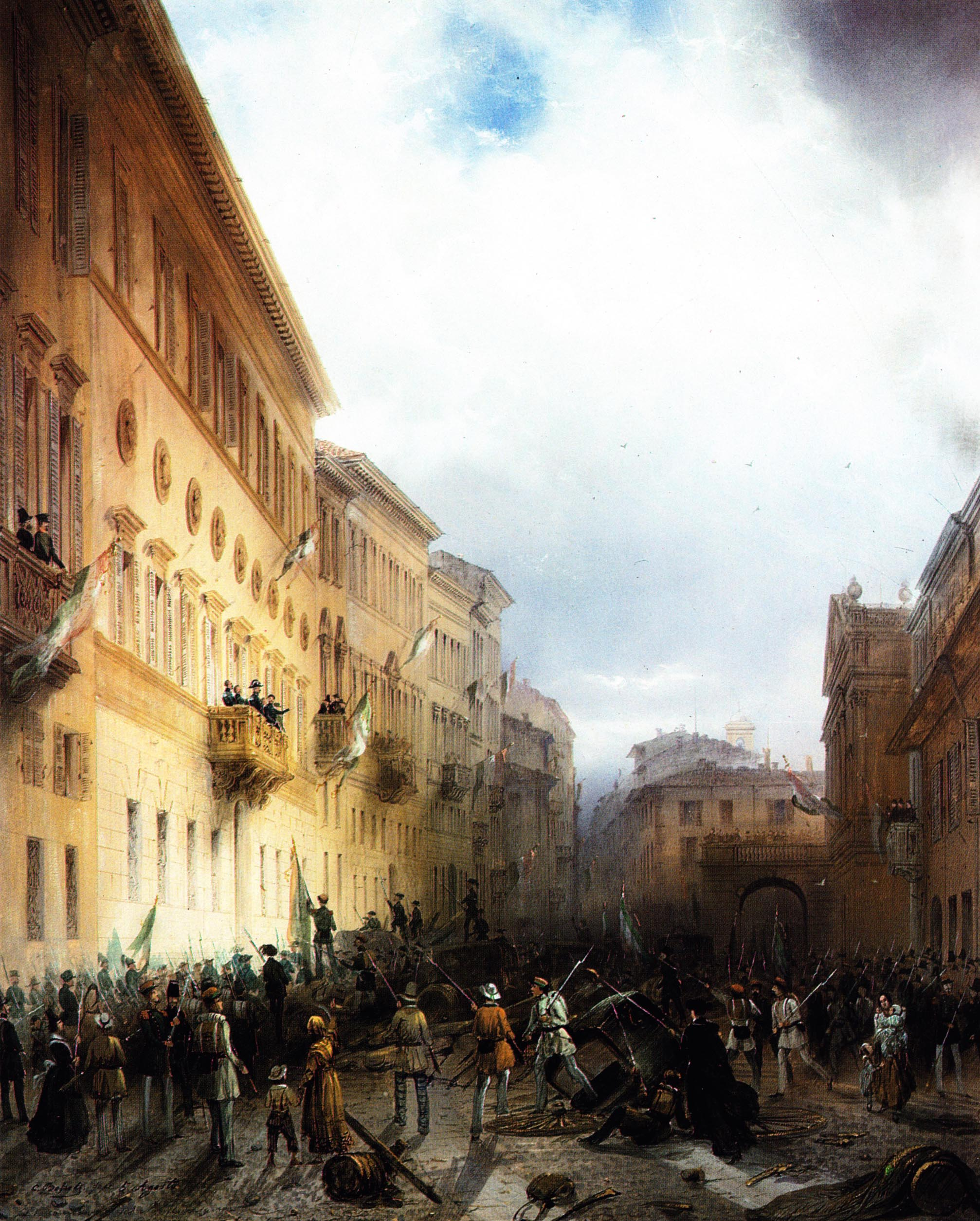
Carlo Alberto al balcone di palazzo Greppi a Milano il 5 agosto 1848 tenta di calmare la folla contraria all'armistizio.

I piemontesi erano sempre inseguiti a breve distanza dagli austriaci e il 4 agosto 1848, nella zona sud di Milano, iniziò sullo stradone per Melegnano quello che sarebbe stato l'ultimo attacco di Radetzky della prima campagna. I piemontesi si difesero dapprima con successo in località Ca' Verde e a Nosedo, ma poi furono costretti a ritirarsi anche da Cascina Pismonte. La brigata del generale Broglia cercò di contrattaccare, inutilmente, poiché Bava aveva già deciso di ripiegare sui bastioni.
Alle 19 la ritirata dell'esercito piemontese entro le mura di Milano era praticamente terminata. Esso subì, per la battaglia della giornata, 42 morti, 228 feriti e 142 prigionieri. Gli austriaci lamentarono 40 morti, 198 feriti e 73 dispersi. Poco dopo le 20 Carlo Alberto riunì un consiglio di guerra che decise di rinunciare alla difesa della città, per mancanza di munizioni, viveri e danaro. Alle sei di mattina del 5 agosto si ebbe notizia che Radetzky aveva accettato le richieste dei piemontesi: la cessione di Milano per una tranquilla ritirata dell'esercito di Carlo Alberto in Piemonte.
La popolazione milanese, intanto, si dimostrava contraria allo svolgersi degli eventi e chiedeva la difesa ad oltranza della città. A palazzo Greppi, Carlo Alberto si trovò assediato da una folla che chiedeva la continuazione della difesa. Si presentò al balcone una prima volta e, tramite un ufficiale, rispose alle domande della gente. Poco dopo mandò a Radetzky la ratifica dell'armistizio firmata dal generale Carlo Canera di Salasco; poi Cesare Cantù convinse il Re ad uscire nuovamente per tranquillizzare la folla, ma un colpo di fucile passò fra i due e il sovrano si ritirò immediatamente.
La sera, i bersaglieri comandati da Alfonso La Marmora portarono in salvo Carlo Alberto che uscì da Milano in carrozza, protetto dai soldati. Tutto l'esercito cominciò quella notte a ripiegare seguito da una moltitudine di profughi, circa un terzo della popolazione milanese. Il 6 i piemontesi avevano ripassato il Ticino e in quella stessa giornata gli austriaci entravano a Milano. Tre giorni dopo, il 9 agosto 1848, Radetzky e Salasco conclusero l'armistizio in cui venne stabilito che le truppe di Carlo Alberto si sarebbero ritirate da tutto il Regno Lombardo-Veneto.
La vittoria di Radetzky fu accolta con molta emozione a Vienna, capitale di un impero ancora sconvolto dai moti rivoluzionari. Per l'occasione, il musicista Johann Strauss compose in onore del vincitore la Marcia di Radetzky che fu eseguita per la prima volta a Vienna il 31 agosto 1848.

## Le prime imprese di Garibaldi e i moti di Bologna

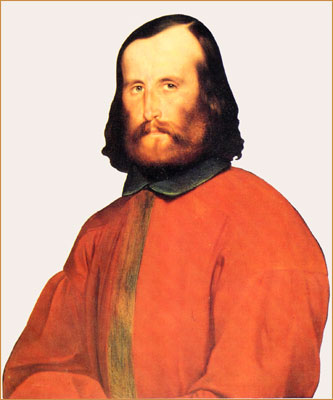
Giuseppe Garibaldi diede i suoi primi contributi alla causa del Risorgimento durante la prima guerra d'indipendenza.

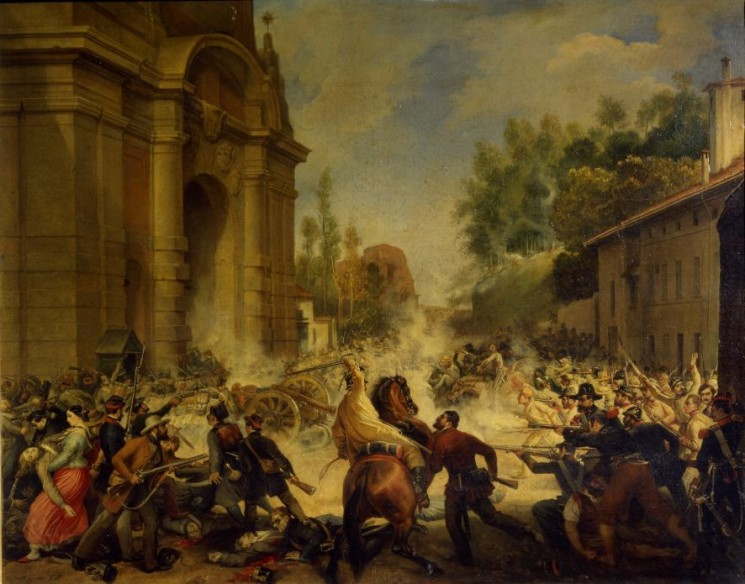
La cacciata degli austriaci da Bologna l'8 agosto 1848.

Rinviato, come descritto, al ministro della Guerra Franzini ai primi di luglio 1848, Giuseppe Garibaldi si mise a disposizione del governo provvisorio di Milano. Egli riuscì a formare un corpo di volontari di 5000 uomini e con esso il 30 luglio 1848 entrò a Bergamo. Di lì si portò a Monza dove, il 5 agosto, apprese le notizie delle trattative per la resa di Milano.
Per nulla scoraggiato dalle voci di armistizio decise di continuare una guerra di popolo. Da Monza giunse a Como e da qui, non riuscendo ad incrementare il suo seguito, a San Fermo. Stanchi di questi spostamenti i volontari cominciarono a disertare, cosicché, il 10 agosto, entrando in territorio piemontese (a Castelletto Ticino) Garibaldi non disponeva che di un migliaio di uomini. Qui il duca di Genova gli intimò di rispettare l'armistizio, ma lui rifiutò e ripassò il confine del Lombardo-Veneto.
Finalmente, il 15, a Luino si scontrò con una colonna di circa 450-500 austriaci che furono messi in fuga, lasciando sul campo 2 morti e 14 feriti, oltre a 37 prigionieri. Fu la prima vera azione militare di Garibaldi in Italia e la sua prima vittoria. Radetzky allora inviò contro di lui una spedizione, per cui Garibaldi, dopo due brevi combattimenti ad Arcisate e a Morazzone il 25 e il 26 agosto per non essere catturato, riparò in Svizzera.
Dopo l'armistizio di Salasco gli austriaci avanzarono anche nel territorio pontificio: il principe Franz Joachim Liechtenstein marciò su Modena e Parma per reinstaurare i duchi deposti, il generale Welden passò il Po verso Ferrara a partire dal 28 luglio e quindi, forse di sua iniziativa, con un pretesto politico distolse 7000 uomini dall'assedio di Venezia e occupò Bologna. Questa, l'8 agosto 1848, si sollevò e gli austriaci dovettero abbandonarla il giorno seguente.

## La guerra di popolo durante l'armistizio
Sollevatasi all'inizio del 1848 tutta la Sicilia contro i Borbone e cacciato l'esercito di Ferdinando II, approvata la nuova costituzione, il 10 luglio il neoparlamento elesse spontaneamente re di Sicilia Ferdinando di Savoia, duca di Genova. Costui dovette rifiutare dati i gravi impegni militari e la non facile situazione del Piemonte. Il rifiuto del Duca di Genova portò ad un indebolimento del governo siciliano, mentre il 30 agosto 1848 partì da Napoli la spedizione militare comandata dal principe di Satriano Carlo Filangieri che avrebbe riconquistato nel 1849 la Sicilia.
Anche a Venezia, unica città del Lombardo-Veneto a rimanere ancora nelle mani degli insorti, il 5 luglio 1848 il parlamento aveva deciso l'annessione al Regno di Sardegna. Il 7 agosto furono nominati i tre commissari sabaudi che avrebbero dovuto reggere le sorti della città, ma giunte le notizie dell'armistizio di Salasco questi dovettero abbandonare Venezia assieme alla flotta piemontese. Daniele Manin prese allora il controllo della città assediata nominando un triumvirato del quale anch'egli faceva parte. A capo delle truppe fu nominato il generale napoletano Guglielmo Pepe che, alla fine di ottobre, riuscì a cacciare gli austriaci da Mestre e ad occuparla.
A Osoppo, in Friuli, a seguito dell'armistizio, circa 350 patrioti si asserragliarono nella fortezza del paese, sotto la guida di Leonardo Andervolti arrendendosi agli austriaci il 13 ottobre 1848.
In Lombardia, nello stesso mese, Giuseppe Mazzini pensò di far scendere dal Canton Ticino una formazione di volontari per prendere possesso del lago di Como. L'azione fu preceduta il 28 ottobre dall'insurrezione spontanea della Val d'Intelvi capeggiata da Andrea Brenta. Nonostante la sorpresa venisse meno, Mazzini decise di agire e 3 colonne per complessivi 850 uomini discesero dalla Svizzera nella Val d'Intelvi, verso il Lago di Como e verso Luino. A Como i mazziniani non trovarono rispondenza nella popolazione e un contrasto ai vertici militari dell'impresa ne determinò probabilmente il fallimento. Fra la fine di ottobre e metà novembre gli austriaci avevano riconquistato il controllo del territorio.

### La Repubblica Toscana e la Repubblica Romana
In Toscana, invece, il granduca Leopoldo II il 27 ottobre 1848 diede l'incarico di primo ministro al democratico Giuseppe Montanelli che inaugurò una politica volta all'unione con gli altri stati italiani e alla ripresa della guerra all'Austria. Ma gli eventi precipitarono: il 15 novembre 1848 a Roma fu assassinato il ministro dell'Interno Pellegrino Rossi e la sera del 24 Pio IX fuggì verso la fortezza borbonica di Gaeta. Montanelli richiese solidarietà con i romani a Leopoldo II che invece preferì, il 30 gennaio 1849, allontanarsi dalla capitale e riparare a bordo di una nave inglese a Porto Santo Stefano.
Pochi giorni dopo, l'8 febbraio, giunse a Firenze Giuseppe Mazzini e il 15 febbraio fu proclamata la repubblica. Coadiuvato dall'ambasciatore piemontese marchese di Villamarina, il governo di Torino tentò di far rientrare Leopoldo II a Firenze per non perdere un alleato nella guerra che sarebbe dovuta riprendere contro l'Austria. Ma Leopoldo, influenzato dagli ambienti clericali, rifiutò e seguì il Papa a Gaeta.
Il 9 febbraio 1849, intanto, era stata proclamata la Repubblica Romana, che fu governata anche da Giuseppe Mazzini e per la quale combatté strenuamente Giuseppe Garibaldi.

## La seconda campagna militare (marzo 1849)

### Le forze in campo
Diversamente dal consiglio datogli dal ministro della Guerra Giuseppe Dabormida che avrebbe voluto un francese al comando dell'esercito piemontese, Carlo Alberto preferì il meno impegnativo generale polacco Wojciech Chrzanowski. Allo stesso tempo vennero allontanati diversi dei comandanti della prima campagna: Ettore De Sonnaz, Eusebio Bava (che aveva pubblicato una relazione sulle interferenze del re nelle decisioni dell'alto comando) e Carlo Salasco. Si susseguirono poi, nei mesi dell'armistizio, ad opera dei vari ministri della Guerra (Dabormida, Alfonso La Marmora, De Sonnaz, Agostino Chiodo), dei tentativi di migliorare la qualità dell'esercito: furono messe a riposo alcune classi, i soldati con famiglia passarono alla riserva, furono richiamate altre classi, fu incrementato il corpo dei bersaglieri e furono escluse le reclute dalla prima linea, che risultò eccessivamente indebolita. Il 1º marzo 1849 la Camera approvò con 94 voti favorevoli e 24 contrari la ripresa della guerra. Carlo Alberto decise che le ostilità si sarebbero riaperte il 20 marzo.

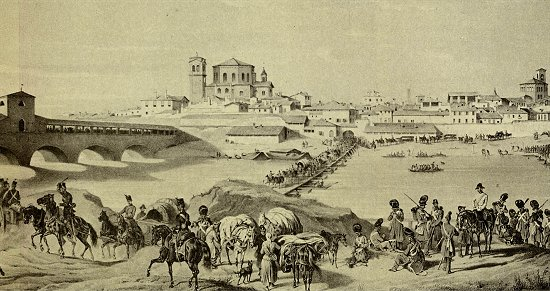
Il 20 marzo 1849 gli austriaci passano il Ticino a Pavia creando una testa di ponte per l'invasione del Regno di Sardegna.

L'esercito piemontese, che aveva abbandonato i raggruppamenti dei corpi d'armata, alla vigilia della ripresa delle ostilità, consisteva oltre che delle 5 divisioni originarie (1ª, 2ª, 3ª, 4ª e Divisione di riserva) anche di tre nuove divisioni: la 5ª Divisione (divisione lombarda), la 6ª con a capo Alfonso La Marmora e la divisione provvisoria di riserva. Sulla carta l'esercito di Carlo Alberto risultava così di 150000 uomini, ma sottratti gli uomini in congedo o malati si riduceva a 115000, di cui solo 62000 di prima linea. All'ultimo istante, inoltre, il generale Ettore Perrone di San Martino prese il comando della 3ª Divisione sostituendo Broglia di Casalborgone.
La disposizione sul territorio era la seguente: le 5 divisioni originarie attorno a Novara, a nord una brigata presso il Lago Maggiore, a sud la 5ª Divisione fra Alessandria e Voghera. Più distanti: una brigata verso Piacenza (occupata dagli austriaci, nel Ducato di Parma) e la 6ª Divisione a Sarzana, ma poi a Parma.
L'esercito austriaco invece, che aveva avuto secondo le clausole dell'armistizio di Salasco, 8 giorni di preavviso prima dell'inizio delle ostilità, il 20 marzo 1849 si trovò tutto concentrato a Pavia e nei suoi dintorni. Le forze di Radetzky ammontavano a 73000 uomini, senza contare i 25000 del generale Julius Jacob von Haynau impegnati presso Venezia e le truppe di guarnigione, che a Piacenza consistevano in un'intera brigata. Quanto ai generali, Radetzky aveva preferito, per quanto possibile, lasciare gli stessi comandanti del 1848. Wratislaw era a capo del 1º Corpo, D'Aspre del 2º, Christian von Appel (1785-1854) del 3º, Georg Thurn Valsassina (1788-1866) del 4º e Gustav Wocher del 1º Corpo di riserva.

### L'invasione del Regno di Sardegna

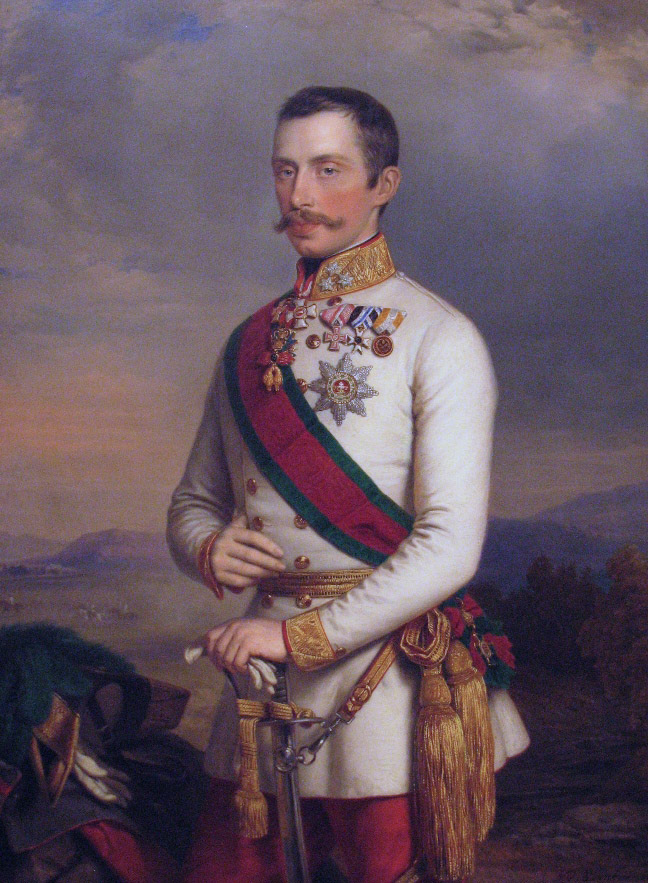
L'arciduca Alberto comandò la divisione che presso La Cava, sul Ticino, aprì la strada della Lomellina a tutto l'esercito austriaco.

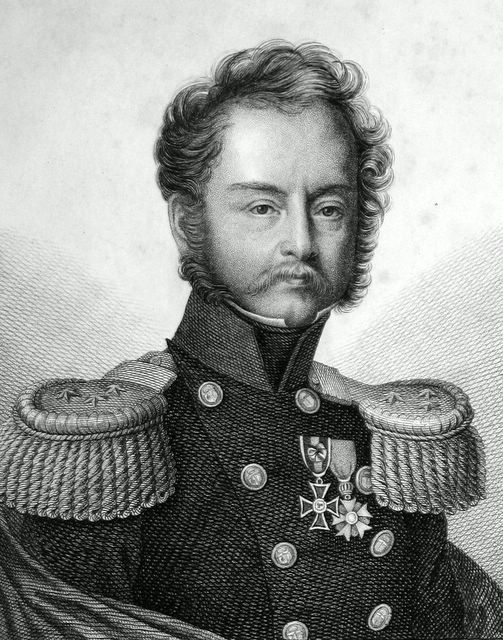
Gerolamo Ramorino per le sue negligenze al comando della divisione lombarda fu processato dalla corte marziale di Torino e fucilato.

Il 20 marzo 1849 a mezzogiorno si riaprirono ufficialmente le ostilità. I piemontesi, eccetto che per una ricognizione oltre il Ticino verso Magenta, non si mossero. Radetzky invece, dalla testa di ponte di Pavia, entrò a sorpresa e in forze nel Regno di Sardegna.
La zona dell'attacco era presidiata dalla divisione lombarda (5ª Divisione) il cui comandante Gerolamo Ramorino il 16 marzo aveva avuto l'ordine di portarsi avanti e mantenere una forte posizione a La Cava per sorvegliare l'ultimo tratto del Ticino alla confluenza con il Po. In caso di difficoltà la divisione avrebbe dovuto ritirarsi verso nord su Mortara attraverso Sannazzaro. Il generale Ramorino era invece convinto che gli austriaci intendessero conquistare Alessandria e che il passaggio del Ticino presso Pavia non era che una finta. Egli quindi non solo lasciò alla Cava una quota modesta delle sue truppe, ma ordinò loro che in caso di pericolo avrebbero dovuto dirigere a sud e passare il Po.
Contrariamente a ciò che pensava Ramorino, dalle 12 del 20 marzo passò il Gravellone, affluente del Ticino fuori Pavia, la divisione dell'arciduca Alberto la quale aprì la strada a tutto l'esercito austriaco. Presso la Cava, in assoluta superiorità numerica, le truppe di Radetzky ebbero la meglio sui piemontesi che tuttavia, grazie anche alla tenacia del maggiore Luciano Manara, resistettero per 6 ore. Contravvenendo agli ordini ricevuti, Ramorino fece ritirare tutte le sue truppe sulla sponda destra del Po e non ripiegò verso nord, isolando così la sua divisione. Per questa mancanza, che portò ad un notevole indebolimento della posizione dell'esercito piemontese, dopo la sconfitta, Ramorino venne giudicato colpevole dalla corte marziale di Torino e fucilato il 22 maggio 1849.

### La battaglia della Sforzesca
L'incertezza piemontese durò ancora per alcune ore. Fin quando, verso le 3 di mattina del 21 marzo, Chrzanowski decise di opporre alla direttrice d'attacco nemica su Mortara 2 divisioni presso il centro abitato (1ª Divisione e divisione di riserva) e altre 3 da Vigevano a minacciare il fianco destro dell'avanzata austriaca (2ª, 3ª e 4ª Divisione).
Verso le 11, l'avanguardia del 1º Corpo austriaco, che avanzava lungo la sponda destra del Ticino a protezione del grosso dell'esercito austriaco diretto a Mortara, urtò contro un reparto in ricognizione della 2ª Divisione piemontese presso Borgo San Siro (10 km a sud di Vigevano). Nonostante la superiorità numerica gli austriaci riuscirono a passare solo dopo ore e dopo aver combattuto nel centro abitato.

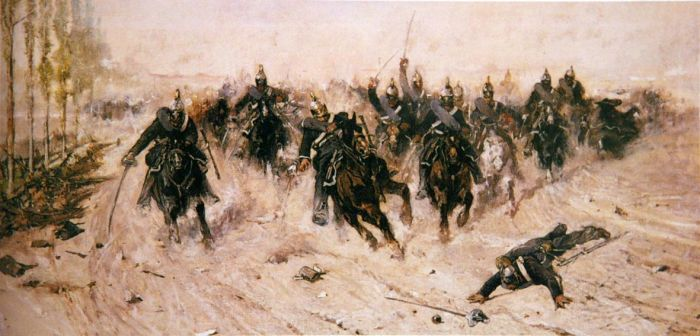
Carica del Reggimento Piemonte Reale alla battaglia della Sforzesca.

Carlo Alberto e Chrzanowski, giunti alle 13 poco a sud di Vigevano, alla villa della Sforzesca, disposero che la difesa di quest'ultima sarebbe stata affidata alla 2ª Divisione di Michele Bes sulla strada di Borgo San Siro, e alla 3ª Divisione di Perrone su quella di Gambolò. Dopo essere arrivati in prossimità della Sforzesca gli austriaci del 1º Corpo subirono due contrattacchi delle truppe di Bes. Costui, nonostante l'arrivo di rinforzi nemici e gli ingorghi stradali che ostacolavano il movimento delle truppe piemontesi, attaccò una terza volta a quasi 6 chilometri oltre la Sforzesca; ma ora il suo assalto venne respinto. All'imbrunire ordinò la ritirata raccogliendo le truppe alla villa. Anche sulla strada che da Gambolò va a Vigevano gli austriaci attaccarono e vennero validamente respinti e contrattaccati.
L'esito della battaglia della Sforzesca fu incerto. I piemontesi lamentarono 21 morti, 94 feriti e un centinaio di dispersi; gli austriaci 25 morti, 180 feriti e 120 dispersi. Dal punto di vista tattico i piemontesi fermarono gli austriaci nella loro marcia verso Vigevano. Strategicamente però Radetzky ottenne che i tre corpi non impegnati nella battaglia (2º, 3º e 1º di riserva) proseguissero per la loro strada verso Mortara, direttrice principale dell'attacco.

### L'avanzata degli austriaci verso Novara
A Mortara, intanto, verso le 16 dello stesso 21 marzo lo schieramento della 1ª Divisione di Giovanni Durando e della divisione di riserva di Vittorio Emanuele era terminato. Intorno alle 16:30 le avanguardie del 2º Corpo austriaco presero contatto con il nemico. Alle 18, nonostante l'ora tarda, il generale D'Aspre ordinò l'attacco che subito procedette bene al centro. Alle spalle della prima linea piemontese alcuni battaglioni faticarono a tamponare la falla. Ai lati comunque i piemontesi resistettero e le istruzioni di D'Aspre erano di non procedere oltre in questo caso.

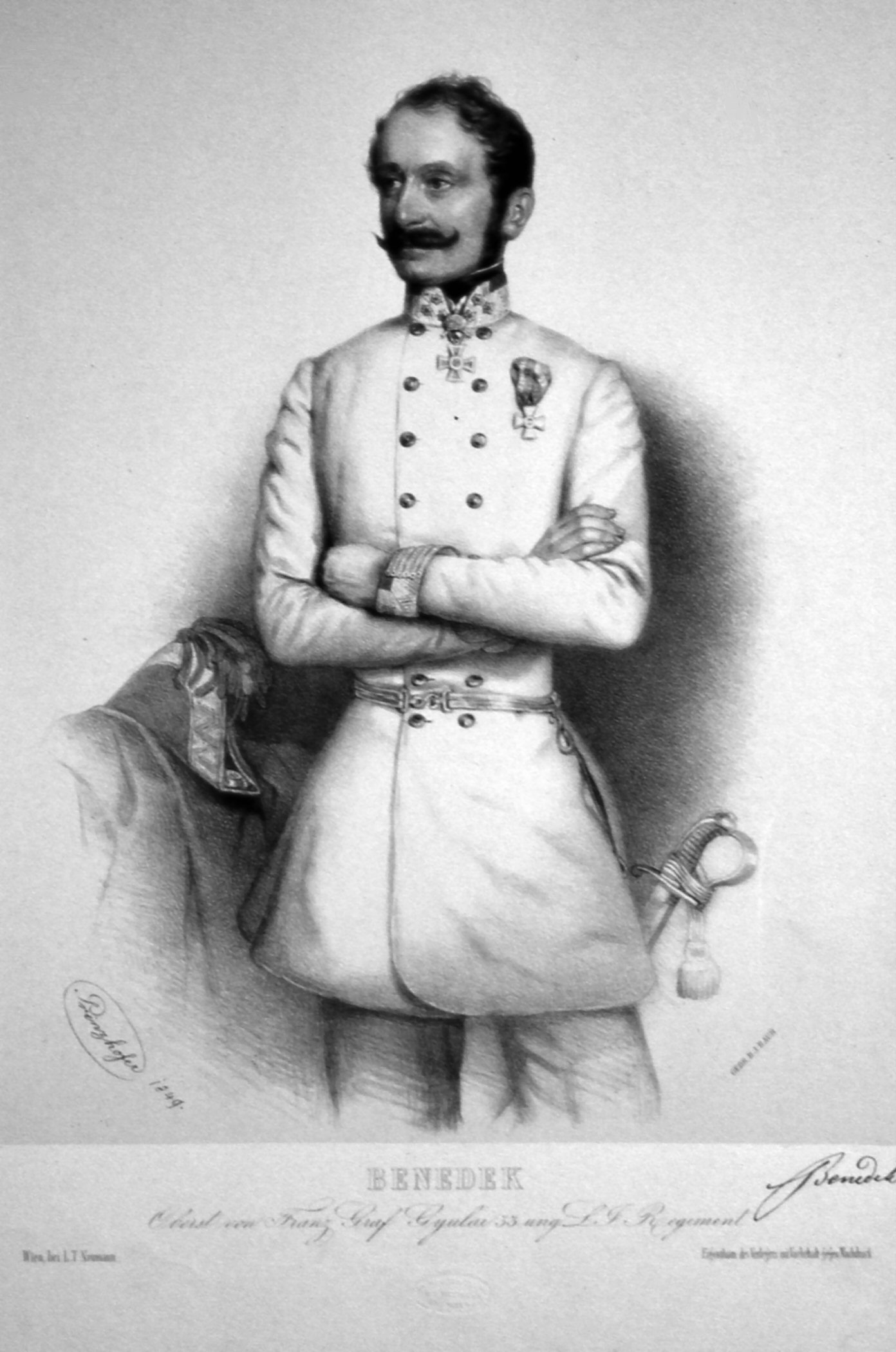
L'intuito del colonnello Ludwig von Benedek fu decisivo per la vittoria austriaca nella battaglia di Mortara.

Ma in prima linea il colonnello austriaco Ludwig von Benedek ebbe la sensazione, pur nell'oscurità, del crescente disordine del nemico e avanzò risolutamente costringendo la Brigata "Regina" (1ª Divisione) a ritirarsi a sud di Mortara per riorganizzarsi. Benedek riuscì così a occupare la cittadina e anche a difenderla da un attacco della Brigata "Aosta" (1ª Divisione). Nell'oscurità un nuovo attacco austriaco costrinse i difensori ad abbandonare anche il ponte dell'Arbogna, a sud-est di Mortara. Ciononostante le truppe di D'Aspre dovettero fermarsi.
Alessandro La Marmora, capo di stato maggiore di Chrzanowski, che aveva coordinato l'azione delle due divisioni impegnate contro il 2º Corpo austriaco, si rese conto solo a quel punto che Mortara era stata occupata e che le truppe che comandava erano state tagliate fuori. Si pose quindi in testa alla colonna formata dalla Brigata "Regina" e altre truppe, e tentò di raggiungere la divisione di riserva passando per i borghi meridionali della cittadina. Qui i suoi soldati furono fermati da Benedek e per la maggior parte, 2000 uomini, catturati. Alessandro La Marmora con pochi altri uomini della testa della colonna riuscì a sfuggire al nemico e a riunirsi alle forze della divisione di riserva, già in ritirata verso Robbio e Vercelli.
Così ebbe termine la battaglia di Mortara. Gli austriaci vi impegnarono 13000 uomini, i piemontesi circa 70.00. I primi ebbero 118 uomini fra morti e feriti e i secondi 121; ma di fronte ai 71 dispersi austriaci, i piemontesi lamentarono circa 2000 fra dispersi e prigionieri. L'aspetto più grave della sconfitta di Carlo Alberto, tuttavia, fu la rotta rapida imprevista di tutto il suo esercito che si ritirò su Novara.

### La battaglia di Novara (23 marzo 1849)

#### Le forze in campo
Ormai l'esercito austriaco, che riprese il 23 marzo 1849 a muoversi verso Vercelli e Novara, aveva una notevole superiorità numerica: 5 corpi d'armata contro 5 divisioni piemontesi. Queste ultime, raggruppate tutte a protezione di Novara erano così disposte: in prima linea, a sinistra dello schieramento (a sud-est di Novara) la 3ª Divisione (Perrone), al centro la 2ª Divisione (Bes) e alla destra (a sud di Novara) la 1ª Divisione (Durando). In seconda linea: dietro la 3ª Divisione, la 4º (duca di Genova) e dietro la 1º, la divisione di riserva (duca di Savoia). La forza complessiva piemontese ammontava a 45000 fanti, 2500 cavalli, 109 cannoni. Restavano inutilizzate oltre il Po 2 divisioni e mezzo.
Le forze austriache che si sarebbero scontrate con questa forza erano formate dal 2º Corpo (D'Aspre), dal 3º Corpo (Appel) e dal Corpo di riserva (Wocher). Parzialmente venne anche coinvolto il 4º Corpo (Thurn) che con il 1º (Wratislaw) era diretto su Vercelli. I 5 corpi di Radetzky contavano complessivamente 70000 uomini, 5000 cavalli e 205 cannoni.

#### La sconfitta definitiva di Carlo Alberto

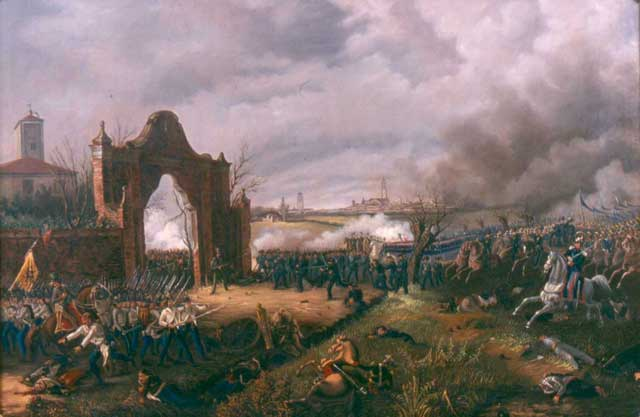
La Battaglia di Novara. I combattimenti presso Villa Visconti, fra la Bicocca e la cascina della Cavallotta.

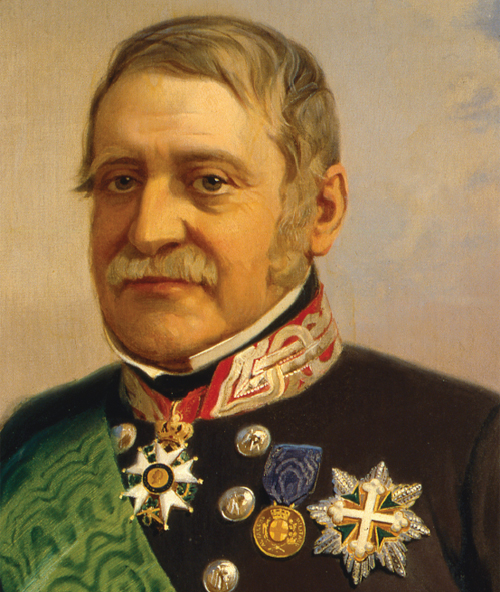
Ettore Perrone di San Martino, comandante della 3ª Divisione piemontese, fu mortalmente ferito nella battaglia di Novara.

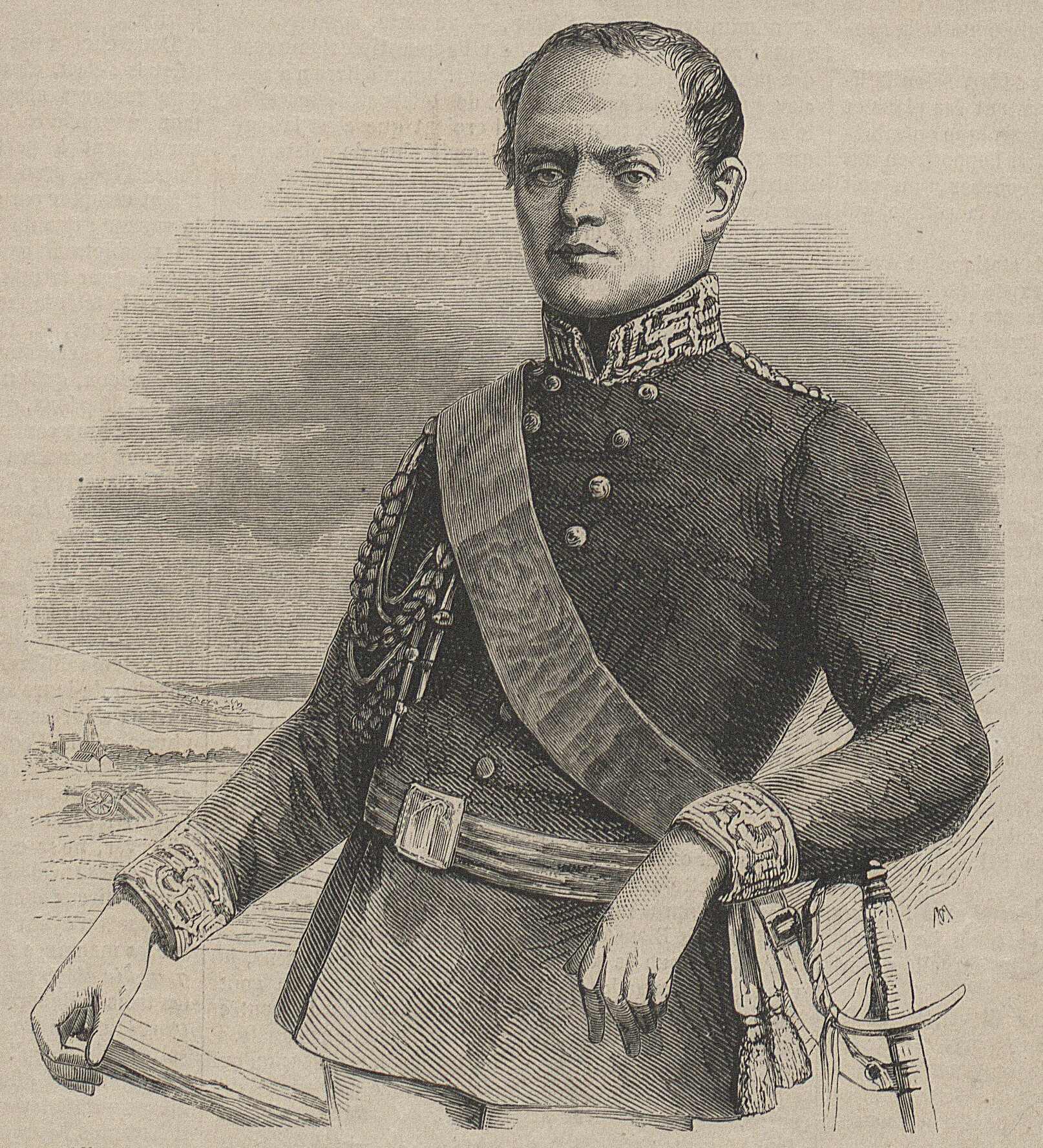
il generale polacco Wojciech Chrzanowski comandò con Carlo Alberto l'esercito piemontese nella seconda campagna della guerra.

L'avanzata delle truppe austriache del 2º Corpo fu avvistata alle 11 circa dal campanile del borgo della Bicocca, a circa 2 km a sud-est dal centro di Novara. La mattina era fredda e piovigginosa. D'Aspre fece subito attaccare i suoi uomini risolutamente ma fu ricacciato indietro con gravi perdite. Dopo mezzogiorno, a un attacco della divisione dell'arciduca Alberto seguì un contrattacco della 3ª Divisione piemontese, a sua volta respinto. Alla Bicocca i piemontesi attaccarono ancora e gli austriaci furono costretti a ripiegare sulla cascina della Cavallotta (3 km a sud-est dal centro di Novara). Alle 14 la lotta ebbe una sosta.
A D'Aspre giunsero rinforzi dalle retrovie del suo 2º Corpo e con questi attaccò due volte portando le sue truppe quasi alla Bicocca. Perrone tentò allora un nuovo contrattacco venendo mortalmente ferito alla testa, ma riuscendo a fermare il nemico. A questo punto intervenne il duca di Genova con la 4ª Divisione e il nemico ripiegò fin quasi alla Cavallotta. Alle 15 il 2º Corpo austriaco si ritirava verso Olengo (4 km a sud-est dal centro di Novara).
Proprio mentre il duca di Genova incalzava il 2º Corpo austriaco in ritirata, Chrzanowski gli ordinò di tornare indietro; prescrivendo inoltre alla 2ª Divisione (Bes) di mantenere un atteggiamento difensivo. Ciò permise alle truppe austriache di riorganizzarsi. Dopo un'ora di sosta la battaglia riprese alle 16. Questa volta attaccò il 3º Corpo austriaco che dopo un iniziale successo dovette retrocedere. Chrzanowski tentò allora una controffensiva con la 2ª Divisione appoggiata dalla 1º, ma vi dovette rinunciare per la minaccia del 4º Corpo austriaco da ovest richiamato dalla sua avanzata su Vercelli.
Dal lato della Bicocca veniva intanto sferrato l'ultimo decisivo attacco austriaco, al quale parteciparono anche 5 battaglioni del corpo di riserva, mentre a ovest il 4º Corpo cominciava a richiamare forze piemontesi (reparti della 1ª Divisione e di quella di riserva) su di sé. Intorno alle 18 l'intera linea piemontese entrò in crisi consentendo al nemico di occupare la Bicocca. L'avanzata austriaca proseguì fino al cimitero presso l'abbazia di San Nazzaro, a 1 km dalle mura di Novara. Qui venne sostenuta l'estrema resistenza piemontese al comando del duca di Genova che consentì alle truppe di Carlo Alberto di ritirarsi con relativo ordine in città.
Quella di Novara fu l'ultima e la più sanguinosa battaglia della prima guerra d'indipendenza. Da parte piemontese si lamentarono 578 morti, 1405 feriti e 409 fra dispersi e prigionieri. Da parte austriaca 410 morti, 1850 feriti e 963 fra prigionieri e dispersi.

### L'armistizio di Vignale

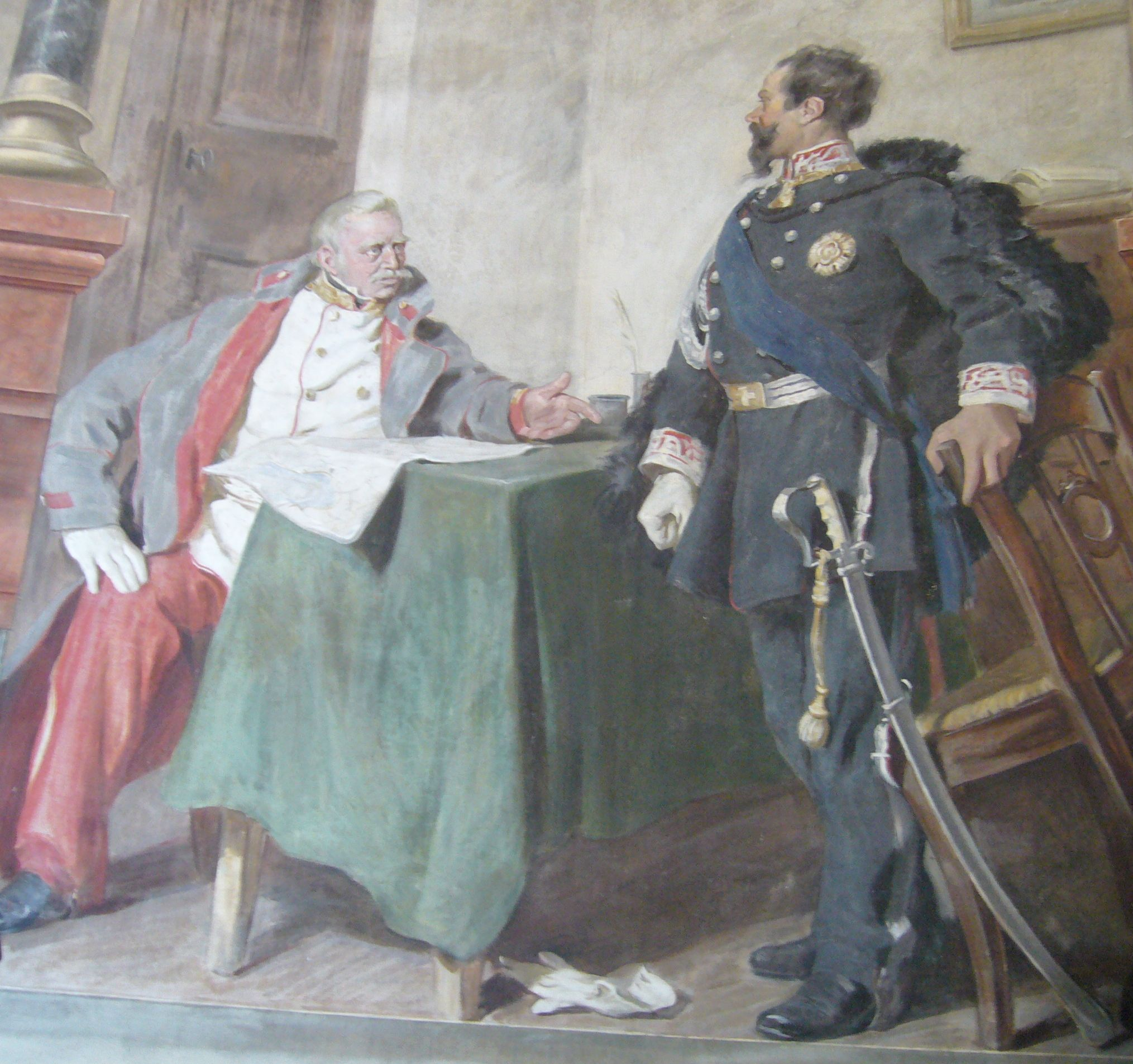
A Vignale il 24 marzo 1849 il nuovo re di Sardegna Vittorio Emanuele II scatta di fronte a Radetzky alla lettura delle condizioni di pace austriache.

Carlo Alberto chiese agli austriaci le condizioni per un armistizio e questi fecero intendere che avrebbero chiesto l'occupazione della Lomellina e di Alessandria. Alle 21,15 del 23 marzo 1849 il re riunì un consiglio di guerra al quale parteciparono i suoi due aiutanti di campo, Chrzanowski, Alessandro La Marmora, il duca di Savoia e il duca di Genova. Tutti i convocati si espressero negativamente sulla possibilità di riprendere le ostilità. A questo punto Carlo Alberto dichiarò che era sua intenzione abdicare.
A Novara, la sera, da parte dei soldati piemontesi sfiniti, sfiduciati e anche affamati per i cronici disservizi di vettovagliamento, si verificarono numerosi e gravi episodi di disordini. Ai soldati si aggiunsero durante la notte e la mattina successiva criminali del posto protetti dal buio e dalla confusione, e la situazione degenerò in violenze e saccheggi.
Fra le 14 e le 15 pomeridiane del 24 marzo 1849 a Vignale, 4 km a nord di Novara, il duca di Savoia, divenuto re Vittorio Emanuele II, trattò e firmò l'armistizio con il maresciallo Radetzky. Gli austriaci ottennero che fino alla conclusione della pace un loro corpo di 20000 uomini rimanesse in Lomellina e che Alessandria fosse da loro occupata, pur rimanendovi una guarnigione piemontese. L'armistizio di Vignale fu poi ratificato dalla Pace di Milano del 6 agosto 1849.

## Le conseguenze della sconfitta piemontese
Nelle giornate successive Radetzky sconfisse definitivamente anche i patrioti lombardi soffocando la ribellione di Brescia (23 marzo-1º aprile 1849).
Le ripercussioni della sconfitta di Novara si estesero a tutta l'Italia. In Toscana la restaurazione si compì spontaneamente poiché il partito moderato richiamò il granduca Leopoldo II. Ciò non impedì al 2º Corpo austriaco di D'Aspre di entrare nel Paese e imporre con la forza la restaurazione a Livorno. La città, che non aveva accettato la decisione presa dalla capitale Firenze, dovette soccombere dopo i due giorni di aspra lotta del 10 e dell'11 maggio 1849. Con molta cautela Leopoldo II tornò a Firenze il 28 giugno seguente.
Contemporaneamente, nel Regno delle Due Sicilie, Il 15 maggio 1849 le truppe borboniche dopo aver battuto l'esercito siciliano comandato dal polacco Ludwik Mierosławski rientravano a Palermo.

### Regno di Sardegna
Nel Regno di Sardegna, Genova, che conservava il ricordo della sua libertà repubblicana sacrificata 35 anni prima a favore dell'annessione allo stato sabaudo, il 1º aprile 1849, si sollevò. In città si erano sparse voci secondo le quali, per assecondare i vincitori, sarebbe stato abolito lo Statuto Albertino e Genova e Alessandria sarebbero state cedute all'Austria in attesa del trattato di pace.
In poche ore i rivoltosi ebbero ragione della guarnigione piemontese, mentre Alfonso La Marmora veniva con la sua 6ª Divisione da Parma richiamato a sedare la sommossa. I rivoltosi a loro volta si arresero molto facilmente. Ciononostante, per debellare qualsiasi velleità d'indipendenza, La Marmora ordinò dapprima il bombardamento della città e poi l'attacco. Ai combattimenti seguì il saccheggio. All'alba del 6 aprile Genova si arrese e una nave americana condusse verso l'esilio 450 genovesi fra i più compromessi nella sommossa.
A seguito della sconfitta di Novara, oltre al generale Ramorino, anche il comandante Wojciech Chrzanowski fu processato e condannato. Quest'ultimo tuttavia riuscì a riparare all'estero.
Vittorio Emanuele II fu l'unico, tra i regnanti italiani, a rispettare lo statuto concesso ai cittadini e il Piemonte iniziò a diventare un luogo di rifugio e riferimento per i patrioti degli altri stati preunitari, mentre il movimento neoguelfo perdeva credibilità a seguito del voltafaccia di Pio IX.

### L'invasione austriaca dello Stato Pontificio

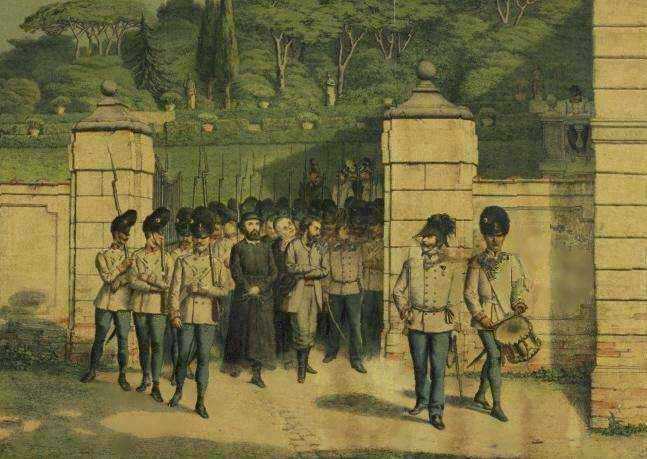
Bologna: Ugo Bassi e Giovanni Livraghi condotti al patibolo

Nel frattempo, molte città pontificie di Marche, Romagna ed Emilia avevano aderito alla Repubblica Romana; tra queste, Ancona (il 16 febbraio, dopo undici giorni dalla proclamazione) e Bologna, che già dall'8 agosto 1848 aveva cacciato gli austriaci che occupavano la città.
La Repubblica Romana dichiarò decaduto il potere temporale della Chiesa. Solo allora Pio IX, dal suo esilio di Gaeta, fece apertamente richiesta di intervento armato da parte degli austriaci nello Stato Pontificio. L'invasione austriaca iniziò il 18 febbraio 1849 con l'occupazione di Ferrara. Bologna ed Ancona non accettarono l'occupazione e furono sottoposte ad assedio; Bologna resistette una settimana, Ancona venticinque giorni. Particolare è il fatto che Bologna ebbe, durante l'assedio, un comandante anconetano: Angelo Pichi, mentre Ancona un comandante bolognese: Livio Zambeccari.

#### L'assedio e la resa di Bologna
Il generale austriaco Franz von Wimpffen si diresse dapprima verso Bologna, con il vantaggio, rispetto al precedente attacco di Welden, che gli austriaci ora agivano non più come invasori, ma “in nome del Papa Re”; inoltre egli aveva ai suoi ordini 7000 soldati e 13 cannoni con consistenti rinforzi disponibili, dal momento che il Piemonte era stato sconfitto.
L'8 maggio 1849 iniziò l'assalto contro la città, difesa da circa 2000 uomini. A causa della forte resistenza incontrata, gli austriaci si fermarono e attesero i rinforzi. Il 14, quando questi arrivarono, le truppe assedianti erano salite a 20000 uomini con un parco d'assedio che iniziò un intenso bombardamento che durò 48 ore. Il mattino del 16, una deputazione mandata dal generale von Wimpffen fu respinta da Angelo Pichi e dal popolo e il bombardamento riprese, così che, alle 14, Bologna dovette arrendersi. L'8 agosto, nella città occupata, gli austriaci fucilarono Ugo Bassi e Giovanni Livraghi.

#### L'assedio e la resa di Ancona

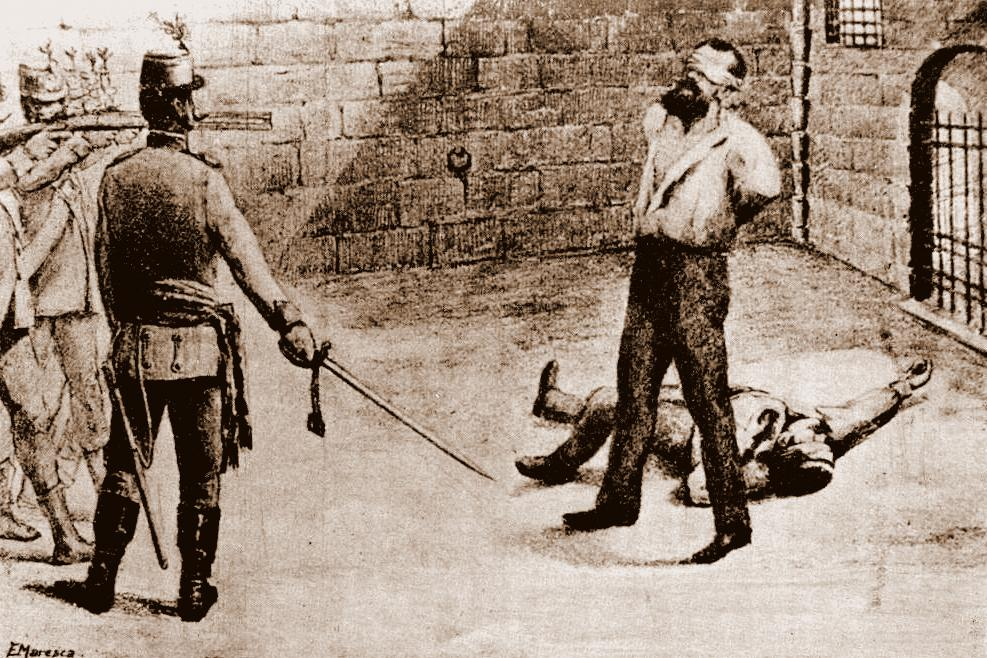
Ancona: La fucilazione di Antonio Elia

Gli austriaci si diressero allora verso Ancona, i cui patrioti il 9 dicembre 1848 avevano promesso a Garibaldi, allora in città, di essere pronti a sostenere con le armi la difficile causa della Repubblica Romana. Gli austriaci incontrarono un'eroica ed imprevista resistenza.
L'assedio, iniziato il 25 maggio 1849, vide impegnati nella difesa italiani provenienti da tutte le Marche e dalla Lombardia, in totale circa 5000 uomini contro più di 16000 assedianti. Delle grandi città italiane in guerra contro l'Austria erano rimaste solo Roma, Venezia ed Ancona a resistere. Era chiaro che in gioco non era né la sorte di una città, quasi segnata a causa della sproporzione di forze, né solo quella della Repubblica Romana; l'assedio fu invece una prova di forza che gli italiani affrontarono senza reali speranze di ottenere la vittoria, ma allo scopo di impedire agli austriaci di arrivare a Roma, e di dimostrare i propri ideali di libertà e indipendenza.
Il governo della Repubblica Romana aveva posto al comando della piazzaforte di Ancona il colonnello bolognese Livio Zambeccari. Il comandante delle forze austriache era invece Franz von Wimpffen. Tra i difensori vi era anche il poeta Luigi Mercantini.
L'assedio fu navale e terrestre. Dopo l'arrivo di rinforzi (il parco d'assedio e 5000 uomini) del 6 giugno, il 15 iniziò intensissimo il bombardamento austriaco. Si distinsero nella lotta Antonio ed Augusto Elia, padre e figlio, molto legati a Garibaldi. I giovanissimi avevano costituito il Drappello della Morte, protagonista di imprese temerarie. Durante una coraggiosa sortita dalle mura per attaccare un accampamento austriaco, il 21 giugno cadde il capitano cremasco Giovanni Gervasoni. Lo stesso giorno, dopo 26 giorni di combattimenti Ancona cadde e fu occupata dagli austriaci, che concessero l'onore delle armi ai difensori. Durante la successiva occupazione militare di Ancona, la fucilazione di Antonio Elia mostrò l'impossibilità di continuare la lotta: dopo la caduta di Ancona, gli ideali del Risorgimento ora dovevano essere difesi nelle due ultime città che ancora resistevano: Roma e a Venezia.

### La fine del Regno di Sicilia

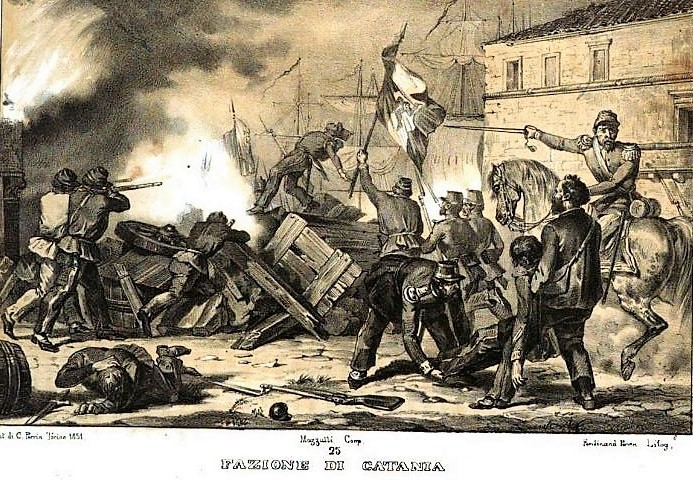
Gli scontri a Catania tra truppe borboniche e le milizie siciliane

Intanto in Sicilia nel marzo 1849 erano riprese le ostilità. Il generale Filangieri di Satriano aveva denunciato l’armistizio di ottobre, e dalla Real Cittadella di Messina iniziò l'avanzata dei borbonici contro le milizie siciliane. I circa seimila siciliani guidati da Mierosławski poco poterono contro i 13500 del Filangieri. Costui il 7 aprile, dopo aspri combattimenti, occupò Catania. Il 14 dello stesso mese il parlamento siciliano riunito a Palermo accettava (con 55 deputati a favore e 33 contro) le proposte fatte da re Ferdinando II nel proclama del 28 febbraio in un primo tempo rifiutate: uno statuto ispirato alla costituzione del 1812, un proprio Parlamento con una Camera dei Pari e una dei Comuni, e la nomina di un viceré. Ciononostante la guerra continuò: il 5 maggio l'avanzata delle truppe napoletane arrivò sino a Bagheria, alle porte della capitale, dove vi furono alcuni scontri tra l'8 e il 10 maggio. Giunse quindi la notizia che il sovrano aveva concesso l'amnistia e il 15 maggio 1849 le truppe borboniche entrarono a Palermo, mentre i 43 leader siciliani, esclusi dall'amnistia, fuggirono in esilio a Malta. Il generale Filangieri divenne governatore della Sicilia con la carica di luogotenente generale del re, governando l'isola fino al 1855.

### La fine della Repubblica Romana

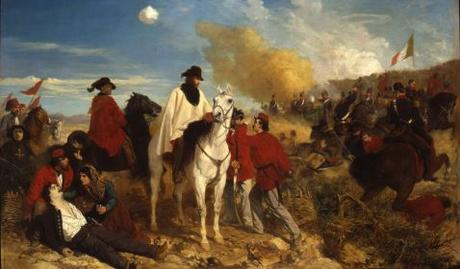
Roma: Giuseppe Garibaldi (in bianco) alla difesa della città assediata dalle truppe francesi.

Per le forze della restaurazione il problema della Repubblica Romana non era ancora risolto, dato che Roma resisteva sotto il triunvirato di Aurelio Saffi, Carlo Armellini e Giuseppe Mazzini. Per l'Austria, impegnata a contrastare la insurrezione ungherese, sarebbe stato troppo oneroso occuparsi anche di questo. In Francia, invece, Luigi Napoleone che temeva l'espandersi dell'influenza austriaca in Italia e desiderava conquistarsi la fiducia dei cattolici del suo Paese, organizzò una spedizione per riportare al soglio pontificio Pio IX.
Il 24 aprile 1849, quindi, un corpo d'armata francese guidato dal generale Nicolas Charles Victor Oudinot sbarcò a Civitavecchia. Costui tentò l'assalto di Roma il 30 aprile, ma venne sconfitto duramente da Garibaldi. Nel frattempo un corpo di spedizione del Regno delle Due Sicilie aveva invaso il Lazio meridionale, spingendosi fino a Frascati e Tivoli, venendo anch'esso fermato da Garibaldi nella battaglia di Palestrina il 9 maggio e respinto del tutto nella battaglia di Velletri il 19 maggio.
Solo dopo l'invio di rinforzi che portarono a 30000 soldati il contingente francese, Oudinot riprese il 3 giugno le ostilità, attaccando di sorpresa i romani (a cui era stata garantita una tregua fino al giorno successivo) a Villa Pamphili. Conquistata Villa Pamphili, i francesi vi piazzarono la propria artiglieria, che iniziò a bombardare Roma. I combattimenti proseguirono fino al 1º luglio e il giorno dopo la Repubblica Romana si arrese. Il 12 aprile 1850 Pio IX faceva ritorno nella capitale e abrogava la Costituzione concessa nel marzo di due anni prima.
Garibaldi lasciò Roma con un piccolo gruppo di volontari, poco prima della resa, tentando invano di raggiungere Venezia. Braccato dagli austriaci, riuscì a raggiungere il territorio piemontese, dal quale venne espulso. Iniziò così il suo secondo esilio (16 settembre 1849) che lo vide dapprima in America e poi in Asia e Australia.

## L'assedio e la resa di Venezia

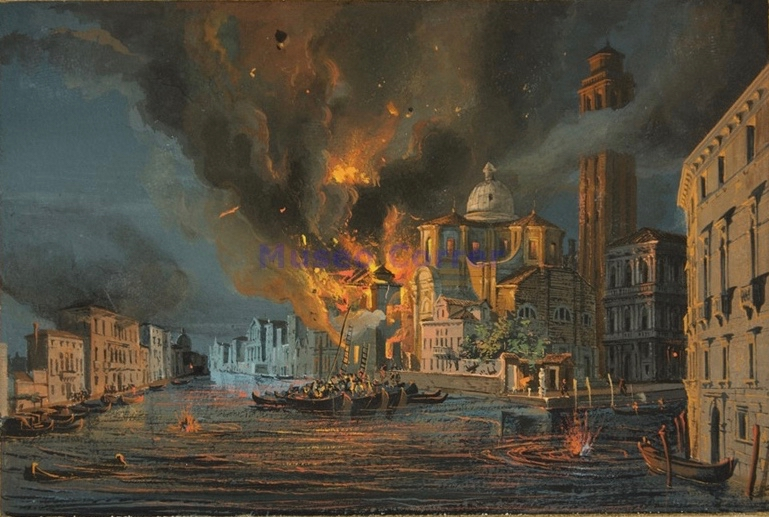
La chiesa di San Geremia a Venezia colpita dal bombardamento austriaco del 1849.

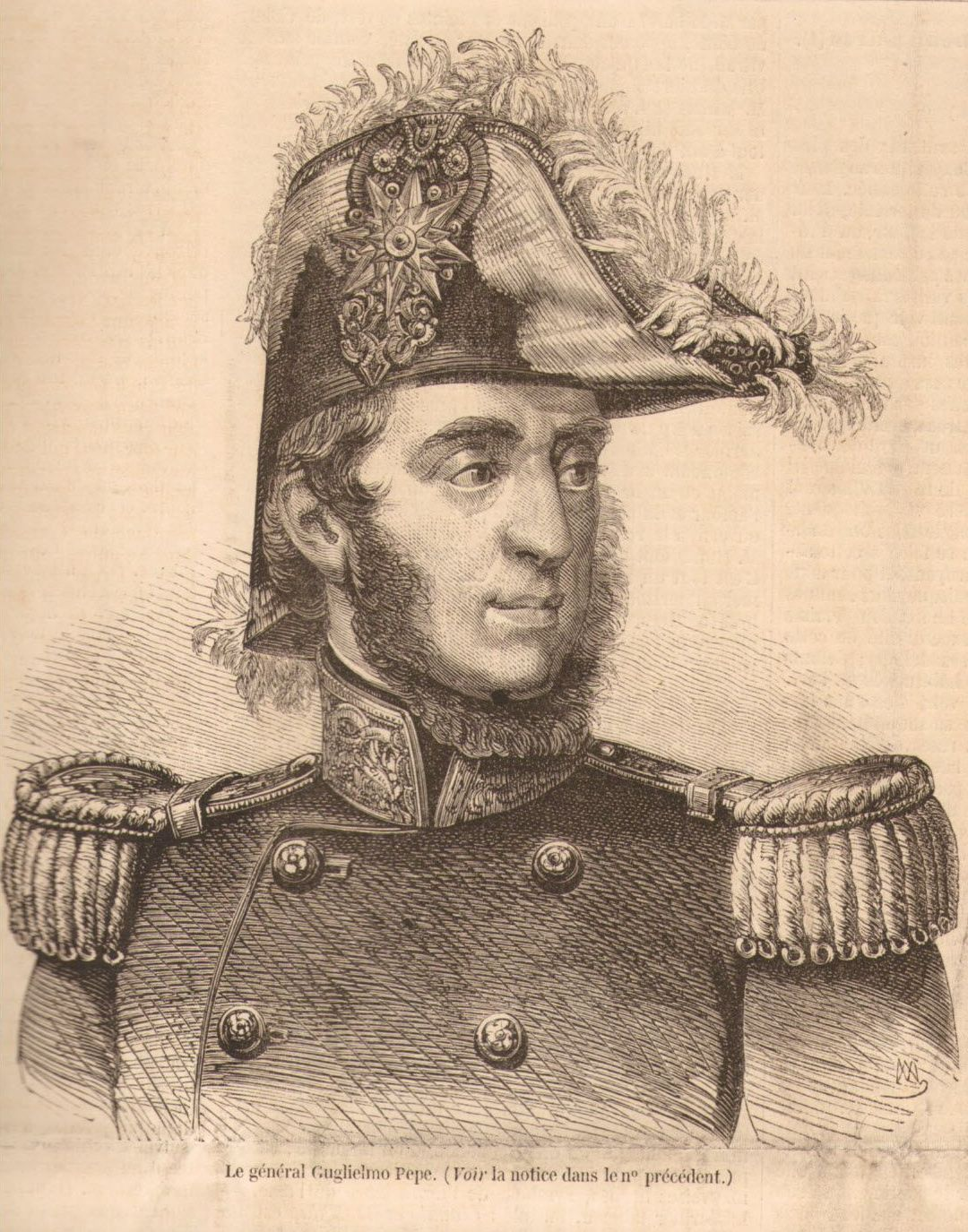
Il generale napoletano Guglielmo Pepe, comandante della guarnigione di Venezia.

Dopo aver represso la sommossa di Brescia il generale Julius Jacob von Haynau con un corpo d'armata di 30000 uomini ad aprile del 1849 si diresse a Venezia. Qui Guglielmo Pepe aveva raccolto le modeste forze della Repubblica di San Marco e le aveva disposte, d'accordo con Daniele Manin, per una difesa a oltranza.
Il generale Haynau puntò su Marghera, nel cui forte una guarnigione veneziana di 2000 uomini circa era al comando del colonnello napoletano Girolamo Calà Ulloa. Il 28 aprile iniziò l'assedio al forte di Marghera e il 4 maggio il bombardamento. La resistenza di Marghera, animata da atti di valore, durò 22 giorni. Il 26 maggio 1849 i difensori, ridotti allo stremo, iniziarono il fortunoso rientro a Venezia.
Caduta Marghera, le altre posizioni italiane di terraferma divennero inutili e furono sgombrate. In giugno Haynau viene inviato in Ungheria per sedare la rivoluzione e fu sostituito da Georg von Thurn und Valsassina. Le operazioni di attacco e difesa attorno a Marghera e Venezia furono numerose e videro fra le altre la morte del colonnello Cesare Rosaroll, uno degli ufficiali dell'esercito borbonico che aveva disobbedito all'ordine di ritirata di Ferdinando II.
Il bombardamento di Venezia cominciò il 28 luglio. Ai difensori mancavano i viveri e il 1º agosto il maggiore lombardo Giuseppe Sirtori riuscì ad eseguire una scorreria sulla terraferma per procurare bestiame e farina. Ma un'altra che si rese necessaria pochi giorni dopo non ebbe successo. Intanto le notizie che giungevano dalle altre parti d'Italia abbattevano il morale dei difensori, colpiti anche da un'epidemia di colera. Si continuò per quanto possibile la resistenza. Si giunse al 22 agosto 1849, la città era ridotta allo stremo: 2788 veneziani erano morti di colera. Manin fu pertanto costretto a firmare la resa. Due giorni dopo gli austriaci entrarono a Venezia. Con la fine dell'assedio di Venezia terminò anche la guerra di popolo che precedette, accompagnò e seguì le operazioni regie della prima guerra d'indipendenza.

## Cronologia della prima guerra d'indipendenza
Cronologia comparata della guerra regia e della guerra di popolo.

### Fonti principali utilizzate per la stesura della voce
- Cecilio Fabris, Gli avvenimenti militari del 1848 e 1849, Volume I, Tomo I Volume I, Tomo II Volume I, Tomo III, Torino, Roux Frassati, 1898-1904.
- Vittorio Giglio, Il Risorgimento nelle sue fasi di guerra, I, Milano, Vallardi, 1948.
- Piero Pieri, Storia militare del Risorgimento, Torino, Einaudi, 1962.
- Marco Scardigli, Le grandi battaglie del Risorgimento, Milano, Rizzoli, 2011, ISBN 978-88-17-04611-4.

### Altre fonti secondarie
- AA.VV., Documenti della Guerra Santa d'Italia , Capolago, Tipografia Elvetica, 1849.
- Enrico Barone, Le campagne per l'indipendenza e l'Unità d'Italia (1848-49, 1859, 1866) in Opera omnia, a cura dell'Ufficio Storico dello Stato Maggiore, Torino 1930;
- Nicomede Bianchi, Storia documentata della diplomazia europea in Italia dal 1814 al 1861 (8 voll.), Torino, Unione Tipografico-Editrice, 1865.
- Vincenzo Bortologgi, Storia dell'esercito sardo e de' suoi alleati nelle campagne di guerra, 1848-49, Torino, Pozzo, 1899.
- Carlo Mariani, Le guerre dell'indipendenza italiana dal 1848 al 1870, storia politica e militare (4 voll.), Torino, Roux e Favale, 1882.
- Luigi Scalchi, Storia delle guerre d'Italia dal 18 marzo 1848 al 28 agosto 1849, Roma, Pozzo, 1851.

### Fonti primarie
- AA.VV. (a cura di Orazio Boggio Marzet, Paolo Cirri, Mario E. Villa), La prima guerra d'indipendenza vista da un soldato. Le lettere del biellese Pietro Antonio Boggio Bertinet, Interlinea, Novara, 2005;
- Eusebio Bava, Relazione delle operazioni militari dirette dal generale Bava comandante il primo corpo d'armata in Lombardia nel 1848. Con documenti e piani, Cassone, Torino, 1848;
- Carlo Cattaneo, Dell'insurrezione di Milano nel 1848 e della successiva guerra, Tipografia della Svizzera Italiana, Lugano, 1849;
- Giuseppe La Farina, Storia d'Italia dal 1815 al 1850 (5 voll.), Torino, Società Editrice Italiana, 1851.
- Enrico Morozzo Della Rocca, Autobiografia di un veterano. Ricordi storici e aneddotici, Zanichelli, Bologna, 1897;
- Guglielmo Pepe, Delle rivoluzioni e delle guerre d'Italia nel 1847, 1848, 1849, Arnaldi, Torino, 1850;
- Carlo Pisacane, Guerra combattuta in Italia negli anni 1848-49, Pavesi, Genova, 1851, successiva edizione critica: Edizioni Avanti!, Milano, 1961;
- (Sezione storica dello Stato Maggiore austriaco), Der Feldzug der oesterreichischen Armee in Italien in den Jahren 1848-49, Vienna, 1852 (1848: I-IV Abschnitt; 1849: I-III Abschnitt > 7 voll. raggruppati in un unico tomo);
- Carlo Alberto di Savoia, Memorie ed osservazioni sulla guerra dell'indipendenza d'Italia, raccolte da un ufficiale piemontese, Stamperia Reale, Torino, 1848 (subito ritirato dalla circolazione);
- Girolamo Calà Ulloa, Guerre de l'indépendance italienne en 1848 et en 1849, Paris, 1859.
- Francesco Paolo Perez, La rivoluzione siciliana del 1848 considerata nelle sue ragioni e nei suoi rapporti con la rivoluzione europea, Torino, 1849.
- Pasquale Calvi, Memorie storiche e critiche della rivoluzione siciliana del 1848, Londra, 1851

### Sui singoli episodi
Sulla battaglia di Custoza:
- Alexandre Le Masson, Custoza: storia dell'insurrezione e della Campagna d'Italia nel 1848, Torino, Presso tutti i Librai, 1850.

Sulla battaglia di Novara:
- Alexandre Le Masson, Storia della campagna di Novara nel 1849, Torino, Presso tutti i Librai, 1850.
- Felice Venosta, La battaglia di Novara (1849): notizie storiche, Milano, Barbini, 1864.

Sull'assedio di Ancona:
- Giuseppe Mazzini, Epistolario, lettera 2.675, in Scritti editi ed inediti, volume V, pagina 120, Imola 1900;
- Alexandre Le Masson, Storia della campagna di Novara nel 1849 dell'autore di Custoza, editore Cassone, 1850 (consultabile su Google Libri);
- Carlo Rusconi, La Republica Romana del 1849, editore Capaccini & Ripamonti, 1879;
- Gualtiero Santini, Diario dell'assedio e difesa di Ancona nel 1849, editore Officine grafiche Vecchioni, 1925;
- Giuseppe Leti, La rivoluzione e la Repubblica romana, 1848-1849, editore Vallardi, 1913 (pagina 374);
- AA.VV., Fatti di Roma degli anni 1848 - 49 Editore Giovanni Cecchini, 1850(consultabile su Google Libri).

Sull'insurrezione di Modena:
- Francesco V duca di Modena nell'enciclopedia Treccani.

Sull'insurrezione di Parma e Piacenza:
- Giuliano Lucarelli, Lo sconcertante Duca di Lucca, Carlo Ludovico di Borbone-Parma, editore Maria Pacini Fazzi, Lucca 1986.

Sulle insurrezioni in Sicilia e nel Napoletano:
- Harold Acton, Gli ultimi Borboni di Napoli (1825-1861), Giunti, 1997